# Spencer

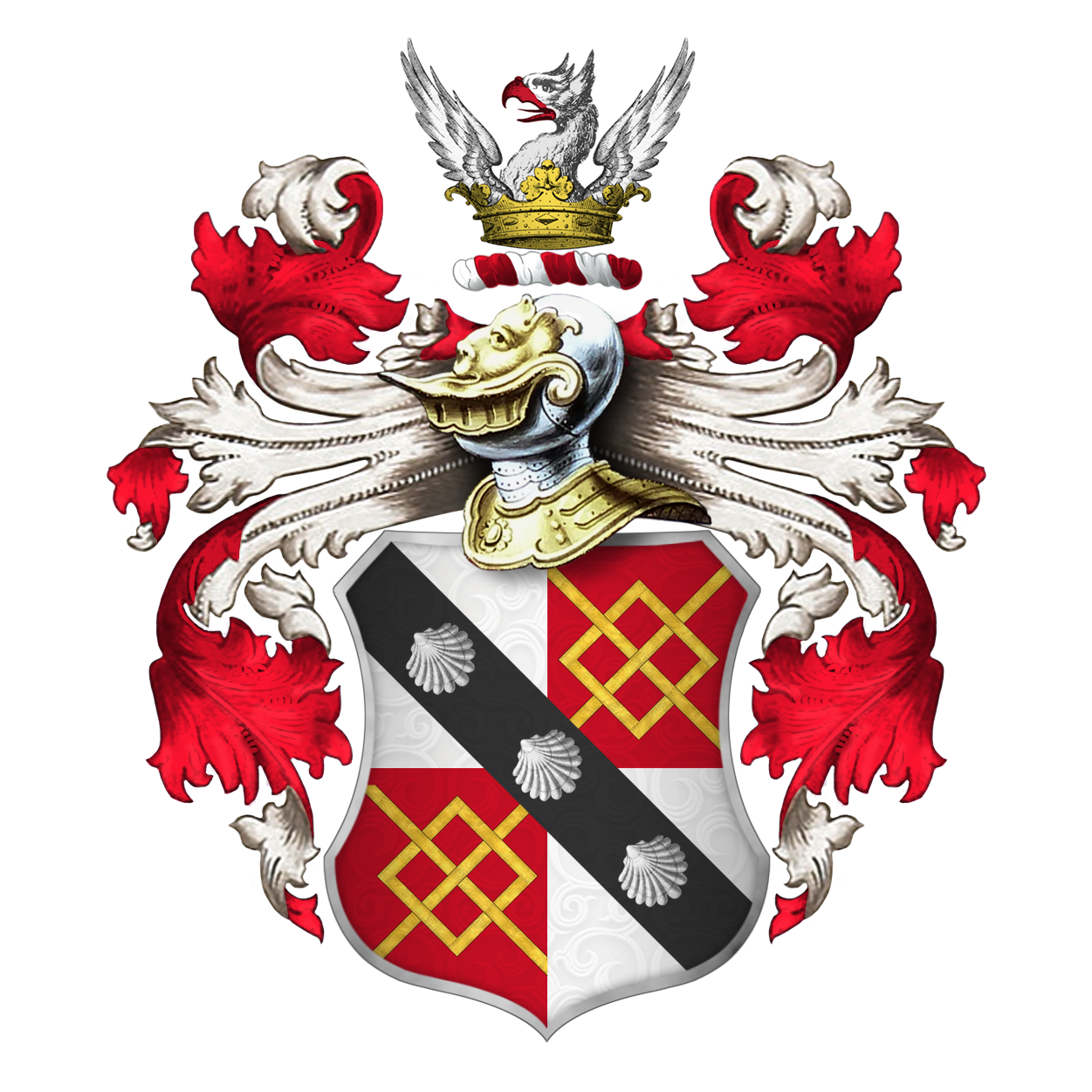
Stemma di Casa Spencer

La casata degli Spencer, di oscura origine, deriva il suo nome dal latino "Dispensator", termine che indicava nel Medioevo la carica di sovrintendente e ciambellano al servizio di un Re o di un grande feudatario. La moderna famiglia non va confusa con il casato medievale dei "Despenser", dai quali nel XVI secolo rivendicarono la propria discendenza tramite una genealogia posticcia.
Gli Spencer erano emersi come una cospicua famiglia di possidenti terrieri del Northamptonshire a partire dal XV secolo, accedendo alla nobiltà all'epoca degli Stuart. Quando nel XVIII secolo l'albero genealogico degli Spencer, già Conti di Sunderland, si intrecciò con quello degli eredi di John Churchill, I duca di Marlborough, il ramo primogenito della dinastia ereditò il titolo di Duca di Marlborough, adottando nel 1817 il doppio cognome Spencer-Churchill, mentre il ramo cadetto ottenne nel 1765 il titolo comitale di Conte Spencer.
Entrambe le famiglie esistono ancora oggi: dal ramo primogenito discese il celebre statista Winston Churchill, nato Winston Spencer-Churchill, mentre a quello comitale apparteneva Diana, principessa del Galles. La casata si divise poi in ulteriori ramificazioni, alcune delle quali esistenti, altre estinte; gli Spencer furono anche legati da stretta parentela agli antenati di George Washington, il primo Presidente degli Stati Uniti. Similmente Arabella Churchill, sorella del primo Duca di Marlborough, intrattenne una lunga relazione con il re Giacomo II d'Inghilterra al quale diede vari figli, la cui discendenza si trova oggi nella nobiltà spagnola tramite il Duca d'Alba.
La famiglia Spencer (e Spencer-Churchill) ha rivestito un ruolo politico di primo piano nella storia dell'Inghilterra e del Regno Unito, attraverso un costante impegno sia nella rappresentanza parlamentare, sia nel governo del Paese. Essi annoverano nella propria discendenza membri del Parlamento sin dal XVI secolo. Nel corso del XIX secolo quasi non vi fu governo, liberale o conservatore, che non comprendesse tra i suoi membri un componente della famiglia Spencer o Churchill.
Oggi la linea ducale primogenita è rappresentata da James Spencer-Churchill, XII duca di Marlborough, mentre quella cadetta da Charles Spencer, IX conte Spencer.

## Origini

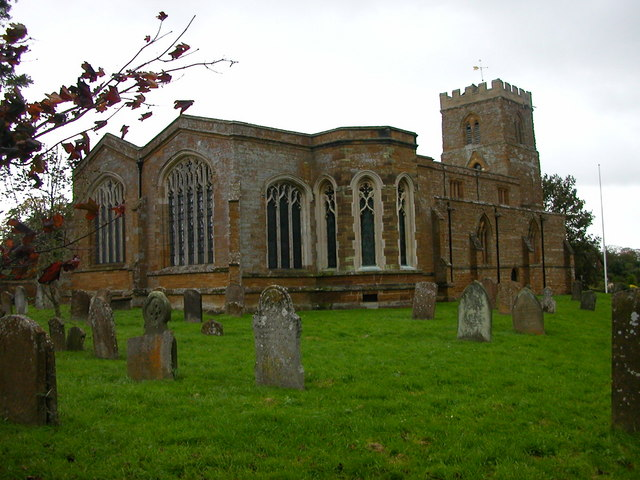
La chiesa di St. Mary a Great Brington, nel Northamptonshire, luogo d'origine della dinastia

Il cognome Spencer (o Spenser), si trova nell'onomastica inglese sin dal Medioevo. L'etimo è di origine francese, importato in Inghilterra dai Normanni, e rinvia alla funzione di sovrintendente svolta da un nobile nella corte feudale. Uno dei primi esempi di uso di tale epiteto fu quello di Robert d'Abbetot (conosciuto come Robert Despenser), il quale, insieme al fratello Urso, era stato sovrintendete dei signori di Tancarville in Normandia. Il cognome si ritrova poi nei documenti nel corso di tutta l'età medievale dopo la Conquista, sia nel Domesday Book che nei Ragman Rolls scozzesi, nelle varianti Despenser e Spens; in quest'ultima versione compare un Simon del Spens nell'anno 1300, in un documento del Priorato di Ginsburn, nello Yorkshire, ai tempi di re Edoardo I. Esiste anche un clan Spens in Scozia, discendente dai sovrintendenti dei conti di Fife.

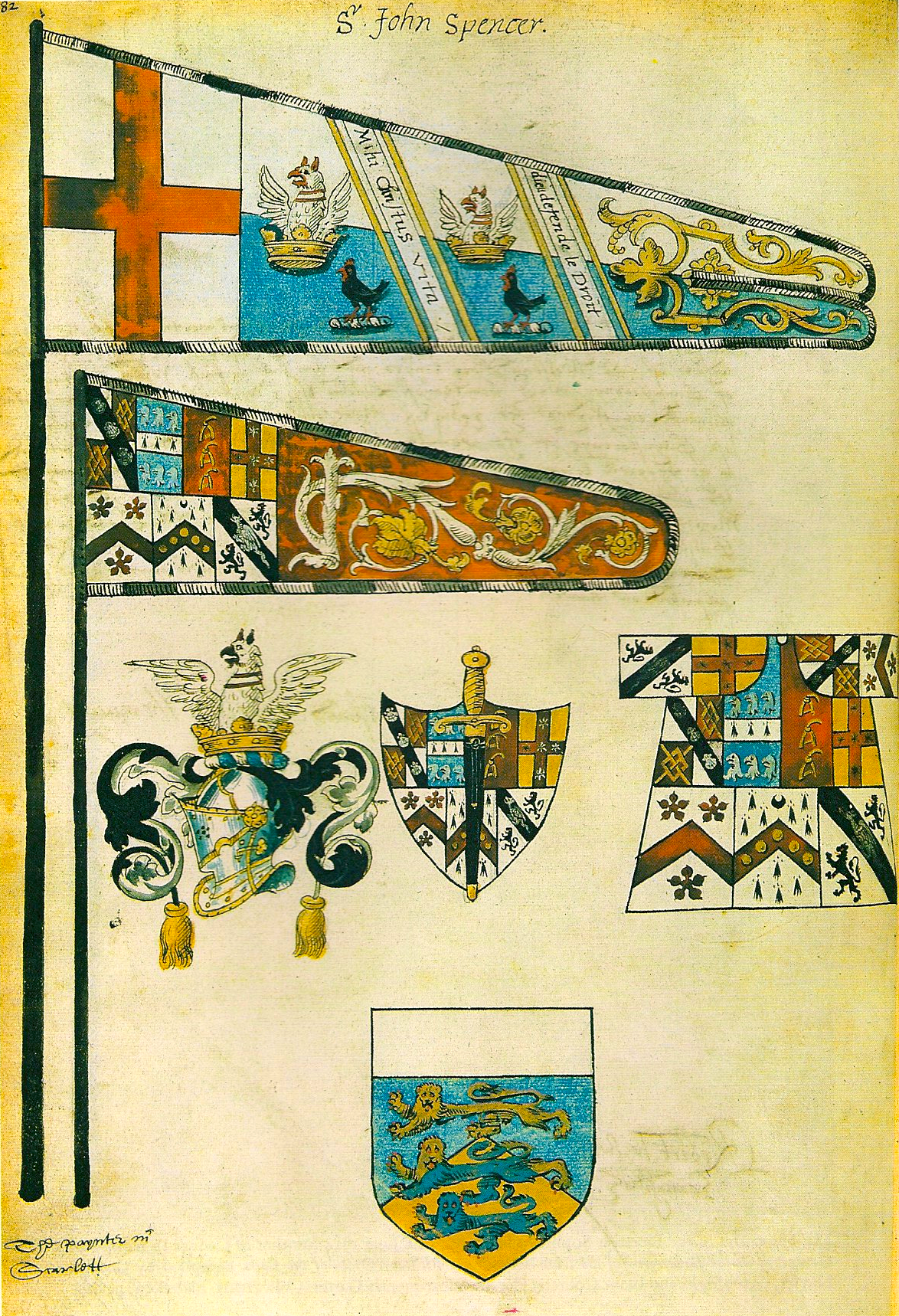
Stemmi funerari di Sir John Spencer di Althorp (1600)

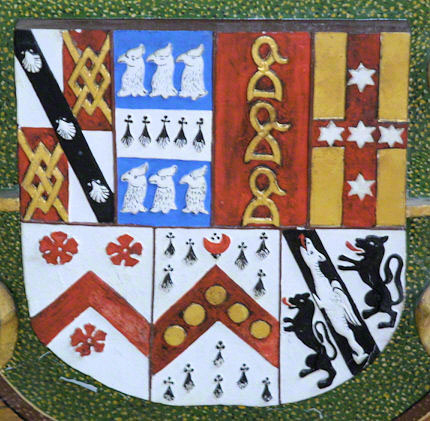
Lo stemma di sir John Spencer (1549-1600) nella Chiesa di Great Brington, Northamptonshire. Si può notare l'inquartazione dello stemma Spencer antico con quello moderno

Gli Spencer del Northamptonshire emersero come famiglia di possidenti della gentry rurale a partire dal XV secolo, per diventare in epoca successiva una delle più cospicue dinastie dell’Inghilterra, grazie all’abilità dimostrata nella coltivazione dei latifondi e soprattutto nell’allevamento delle pecore, la cui lana era all’epoca merce pregiata in tutta Europa. Don Steel affermò nel 1996: "Caso probabilmente unico nella nobiltà inglese, gli Spencer dovettero la loro ricchezza e la loro ascesa non al favore di un sovrano o alla spoliazione dei monasteri, e nemmeno al commercio, ma al successo come allevatori e coltivatori". Sugli avi della famiglia si sono confrontate nei secoli diverse ipotesi:
- Raggiunta la nobiltà essi cercarono di dare lustro alla propria ascendenza facendo risalire la propria genealogia alla famiglia medievale dei Despenser, favoriti di re Edoardo II. In virtù di tali avi la famiglia ottenne anche un nuovo blasone, conservato tuttora, che riecheggia quello dei Despenser. Questi ultimi emersero come potente casato nel XIII secolo, essendo discendenti di un Hugh le Despenser, alleato di Simon de Montfort e Gran Giustiziere d'Inghilterra dal 1263 al 1265. Suo nipote fu il famigerato Ugo Despenser il Giovane, favorito di re Edoardo II, giustiziato per squartamento nel 1326.
- Tuttavia, agli inizi del XX secolo l'antiquario Horace Round smentì tale genealogia nella sua opera “The rise of the Spencers” (l’ascesa degli Spencer)[1]. Round indicò come antenato più antico rintracciabile un William Spencer di Radborne, nel Warwickshire, vissuto nel XV secolo.
- Altre genealogie mostrano invece come capostipite un Thomas Spencer, morto nel 1435[9]. Secondo altre ricostruzioni infine, sarebbe possibile rintracciare un William Spencer di Defford, nel Worcestershire (fl. 1330), come avo più risalente[10].

La natura fittizia della discendenza dai Despenser è dimostrata anche dall’araldica: lo stemma originale degli Spencer di Althorp infatti, risalente al 1504, era completamente diverso da quello successivo, mantenuto fino ad oggi, più simile a quello medievale. Ciò è forse dovuto al fatto che il nuovo stemma fu disegnato dietro pagamento da Richard Lee, un membro del Collegio degli Araldi. La genealogia più prudente è anche quella sposata dagli storici più recenti, come William Manchester, biografo di Winston Churchill:
(William Manchester Churchill, l'ultimo leone. Vol. I 1874-1914: visioni di gloria p. 100)
Quello che è certo è che gli Spencer delle prime generazioni erano strettamente legati alla potente famiglia Grey, di origine normanna, per conto dei quali reggevano i latifondi (da qui probabilmente l'origine del cognome, secondo l'etimologia sopra descritta). Il primo barone di Wormleighton, Robert Spencer, sposò nel 1587 Margaret Willoughby, pronipote di Thomas Grey, II marchese di Dorset, a sua volta nipote di Elisabetta Woodville, che in seconde nozze aveva sposato il re Edoardo IV di York.
Già nel XV sec. comunque la famiglia si presentava molto ramificata e presente in varie zone dell’Inghilterra, anche se non sempre è facile rintracciare gli esatti legami di parentela in questo periodo: notevole importanza raggiunse sir Robert Spencer di Spencer Combe, nel Devon, che sposò Eleanor Beaufort, figlia di Edmund Beaufort, II duca di Somerset e cugina di lady Margaret Beaufort, madre del futuro Enrico VII d'Inghilterra.
Anche il famoso poeta elisabettiano Edmund Spenser rivendicò una parentela con la casata, la quale non è però mai stata provata.
Ugualmente, non sussiste alcuna parentela fra la casata e la famiglia Spencer-Stanhope, castellani di Cannon Hall nello Yorkshire, noti per aver dato diversi artisti e pittori nel corso dell'Ottocento.
La linea destinata a raggiungere il massimo prestigio fu comunque quella radicata nel Northamptonshire, prima nel castello di Wormleighton e poi ad Althorp, dalla quale discenderanno i rami principali della famiglia, i duchi di Marlborough e i conti Spencer.

## I primi Spencer

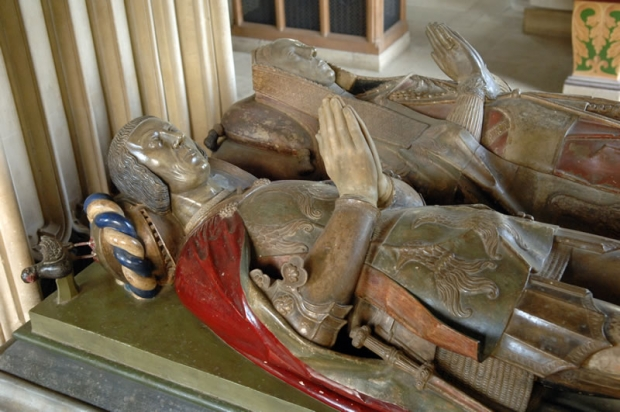
La tomba di Sir John Spencer nella chiesa di Santa Maria Vergine a Great Brington

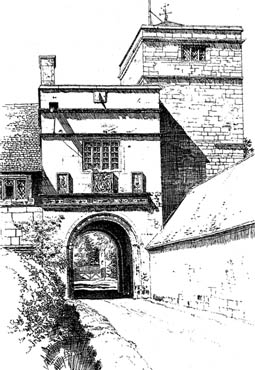
Wormleighton Manor nel 1613

Il primo membro del casato stabilmente rintracciabile nella contea di Northampton fu Henry Spencer (morto nel 1478). Suo nipote John nel 1469 diventò feudatario di Wormleighton nel Warwickshire e acquisì Althorp nel Northamptonshire nel 1486. Il nipote ex fratre di questi, Sir John Spencer (morto nel 1522), è considerato il capostipite della linea degli Spencer di Althorp; egli si arricchì con l'allevamento del bestiame e compì molti acquisiti di terre che aumentarono il patrimonio della famiglia. Wormleighton fu acquistato nel 1506, e il castello fu completata nel 1512. Nel 1508, John Spencer acquistò anche la tenuta di Althorp con la sua magione e diverse centinaia di ettari di terreni agricoli. Egli aveva impiantato un allevamento nell'area sin dal 1480 e, impressionato dalla qualità della terra, comprò e ricostruì la casa nel 1508. Fino ad allora il centro di attività degli Spencer si era concentrato nel Warwickshire e intorno al castello di Wormleighton, molto più grande di Althorp. Nel 1511 compì ulteriori acquisti nei villaggi di Little Brington e Great Brington e acquistò anche la locale chiesa parrocchiale di Santa Maria Vergine dal marchese di Dorset, suo protettore. 
Nel 1519 fu nominato cavaliere da Re Enrico VIII e morì tre anni dopo, venendo sepolto nella nuova cappella di famiglia a Great Brington.
Gli Spencer accrebbero la loro opulenza e prominenza durante tutto il XVI secolo. Il nipote del primo John Spencer, Sir John Spencer, nato nel 1524, fu cavaliere e Membro del Parlamento per il Northamptonshire, il primo del casato. L'amministrazione delle tenute del Northamptonshire e del Warwickshire da parte degli Spencer era ammirata e spesso emulata da gentiluomini in tutta l'Inghilterra. Le pecore dei loro pascoli venivano acquistate per la riproduzione ed è probabile che il successo della famiglia come agricoltori sia stato raramente eguagliato in quel secolo.
Il prestigio della famiglia crebbe a tal punto che un delle figlie di Sir John Spencer, Alice, sposò l'erede presuntivo al trono inglese, Ferdinando Stanley, V conte di Derby, mentre altre due, Anne Spencer, baronessa Monteagle  ed Elizabeth Spencer, baronessa Hunsdon, sposarono altrettanti Pari del Regno e furono insigni protettrici di letterati.

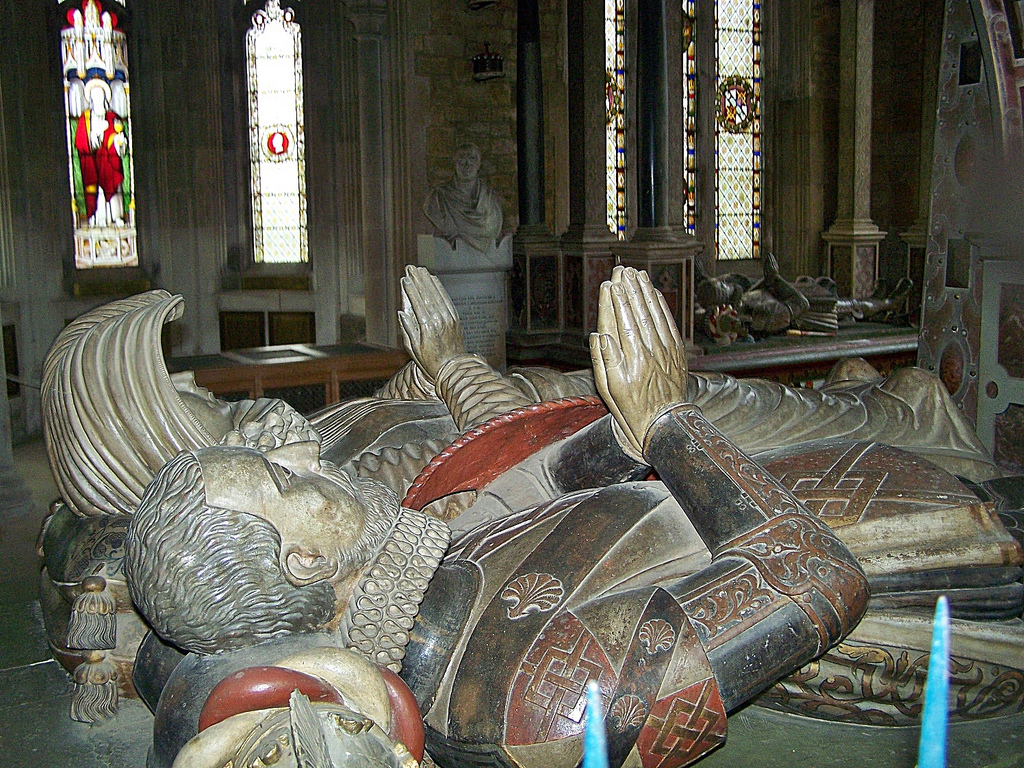
Tomba di Sir John Spencer e della moglie Katherine Kitson a Great Brington, Northamptonshire
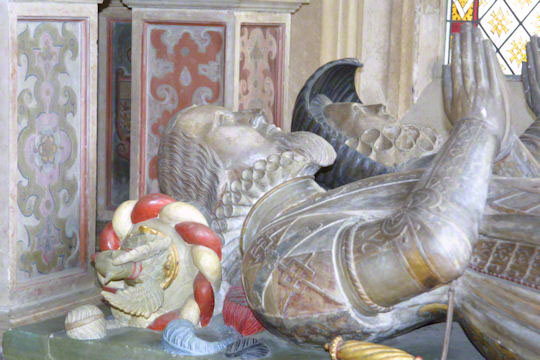
Tomba di John Spencer e della moglie Mary Catlyn
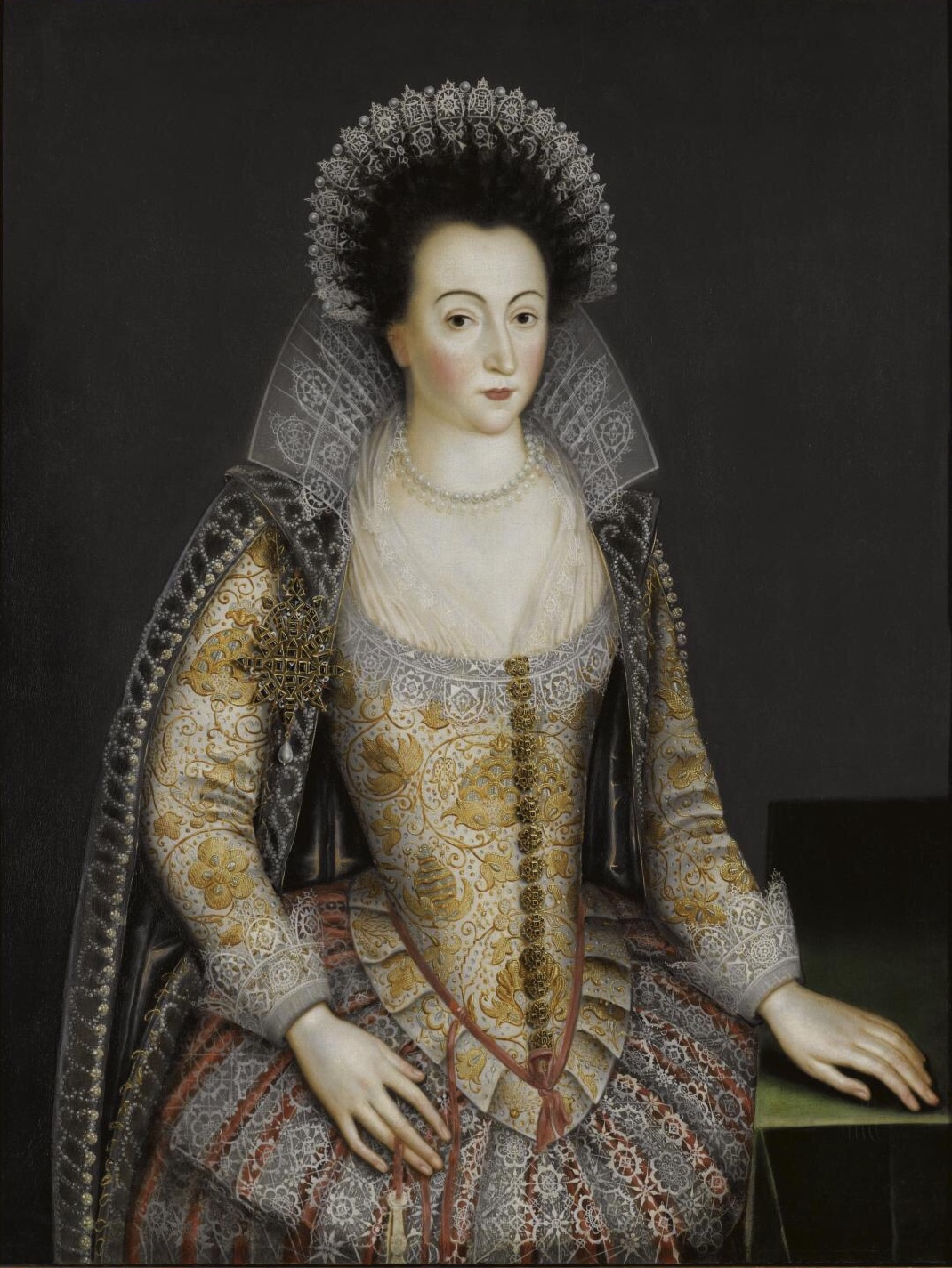
Alice Spencer, contessa di Derby
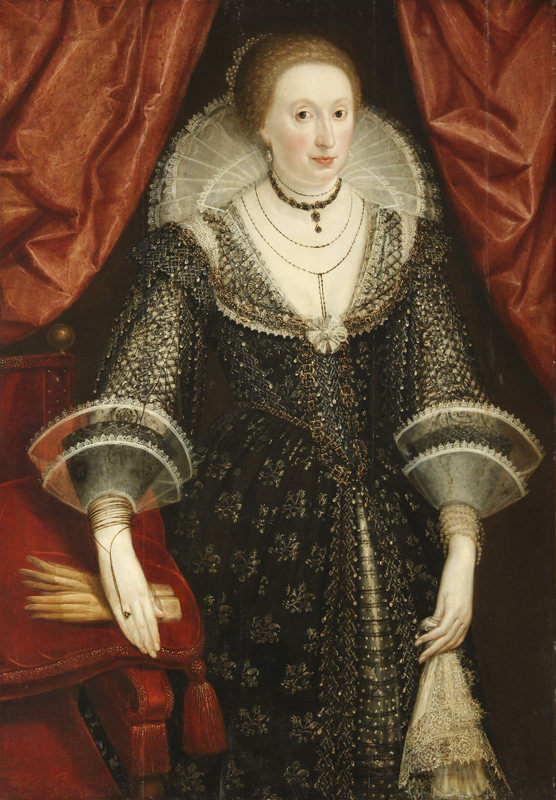
Anne Spencer, lady Monteagle
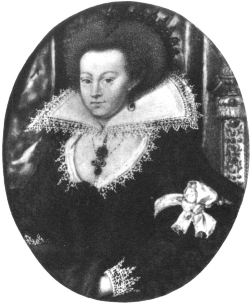
Elizabeth Spencer, lady Hunsdon
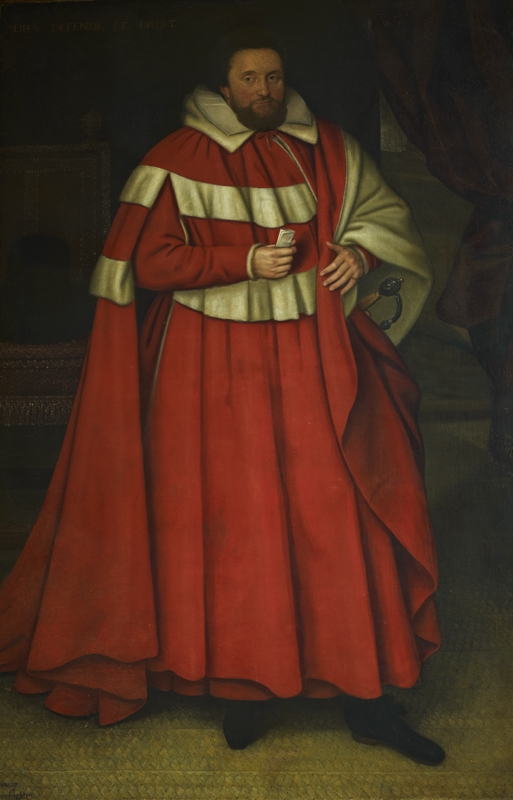
Robert Spencer, I barone Spencer di Wormleighton
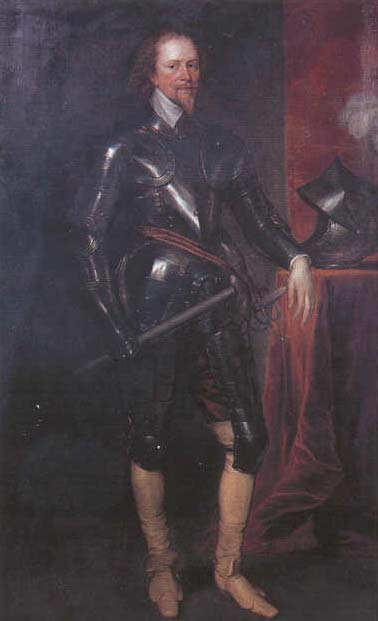
William Spencer, II barone Spencer di Wormleighton

### Gli Spencer d'America
La famiglia Spencer, sin dalle sue origini, si diramò attraverso le parentele o l'emigrazione nelle nuove colonie inglesi in Nordamerica, dando origine a diverse discendenze che si sono illustrate nelle terre d'Oltreoceano.

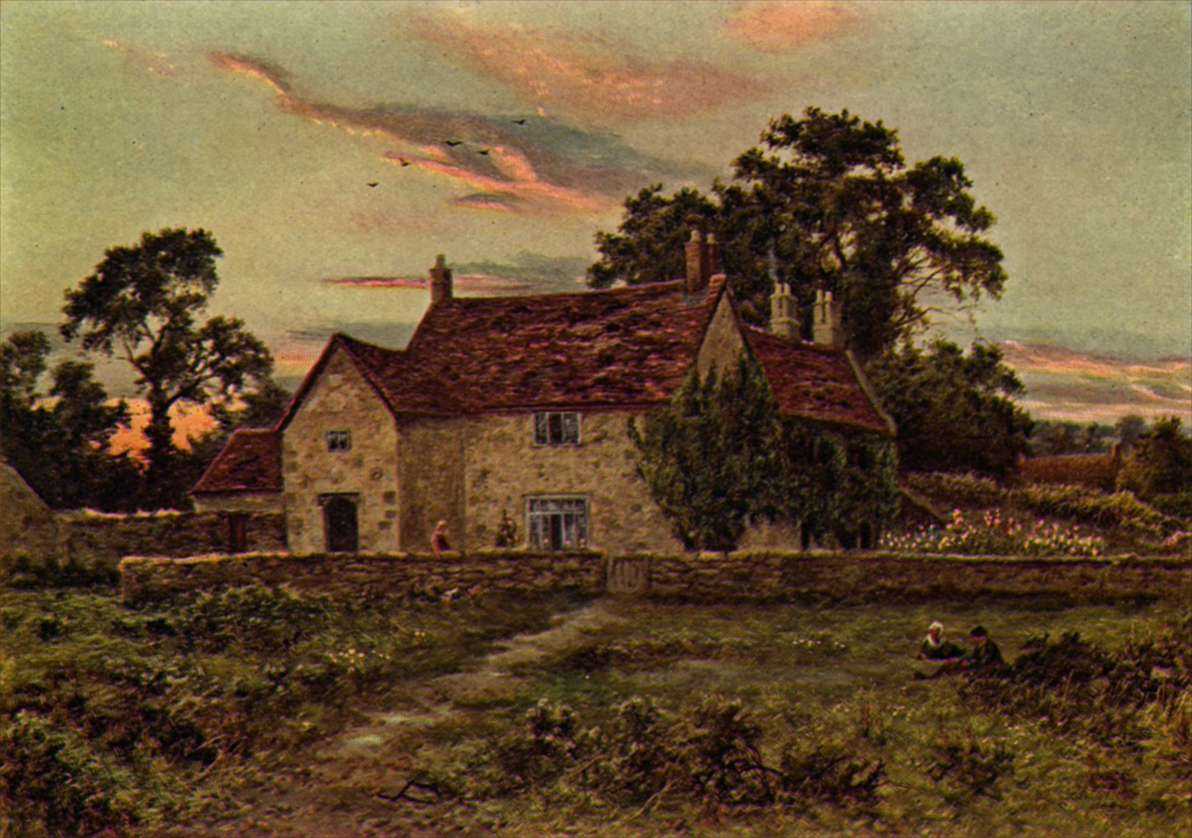
Sulgrave Manor come appariva nel 1910

Un lontano parente degli Spencer del Northamptonshire, Nicholas Spencer, originario di Cople nel Bedfordshire, emigrò nella contea di Westmoreland, dove fece fortuna e dove venne eletto come membro della House of Burgesses della Virginia. Spencer fu poi Segretario e Presidente del Consiglio della Colonia della Virginia ed alla partenza di suo cugino Thomas Colepeper, II barone Colepeper nel 1683, venne nominato governatore reggente (1683-1684) sino all'arrivo del governatore successivo.. Il ruolo di Spencer come agente per Culpeper aiutò sia lui che il suo amico, il tenente colonnello John Washington, antenato poi di George Washington, ad ottenere le prime concessioni terriere nell'area di Mount Vernon.

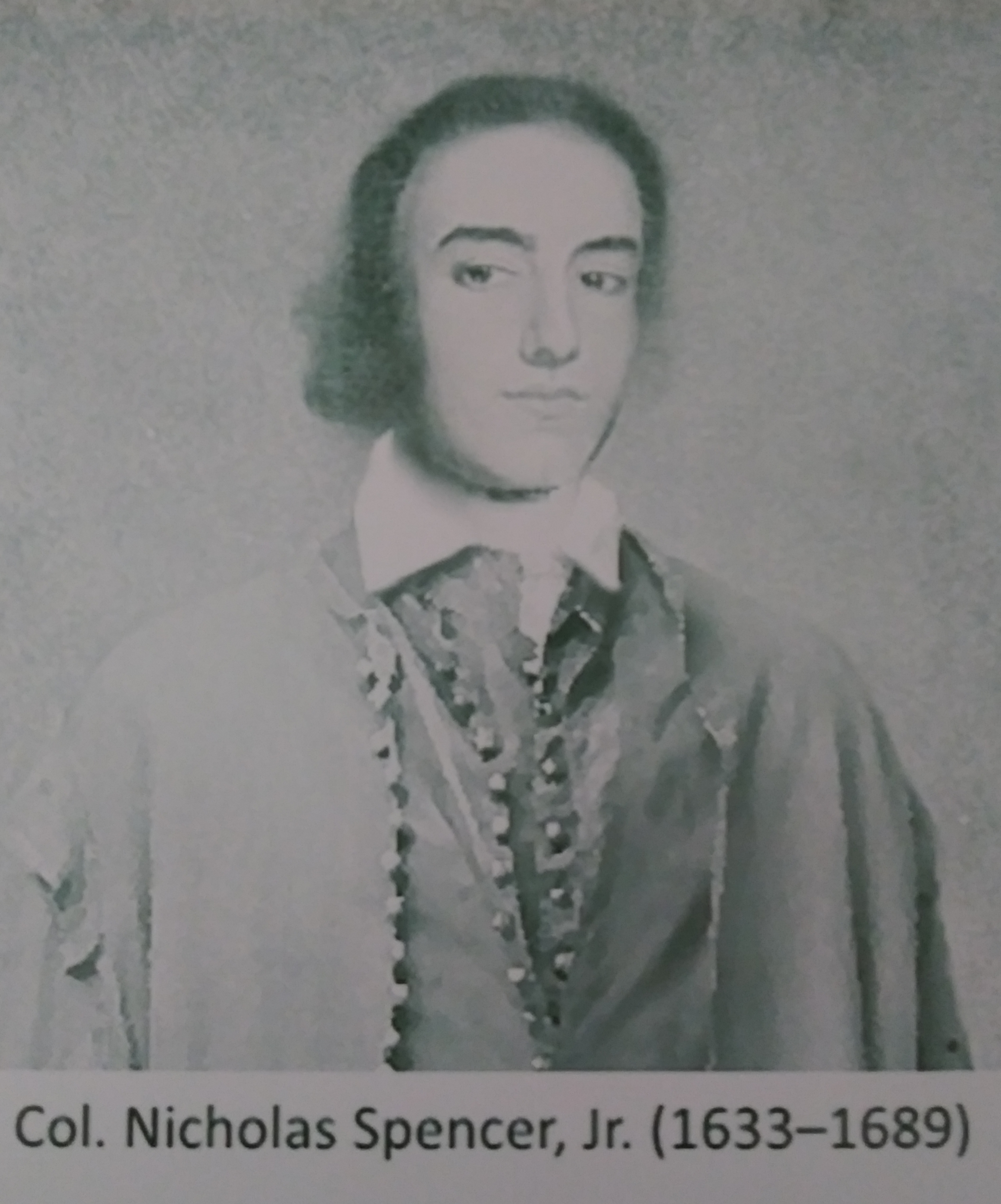
Sir Nicholas Spencer, governatore della Virginia

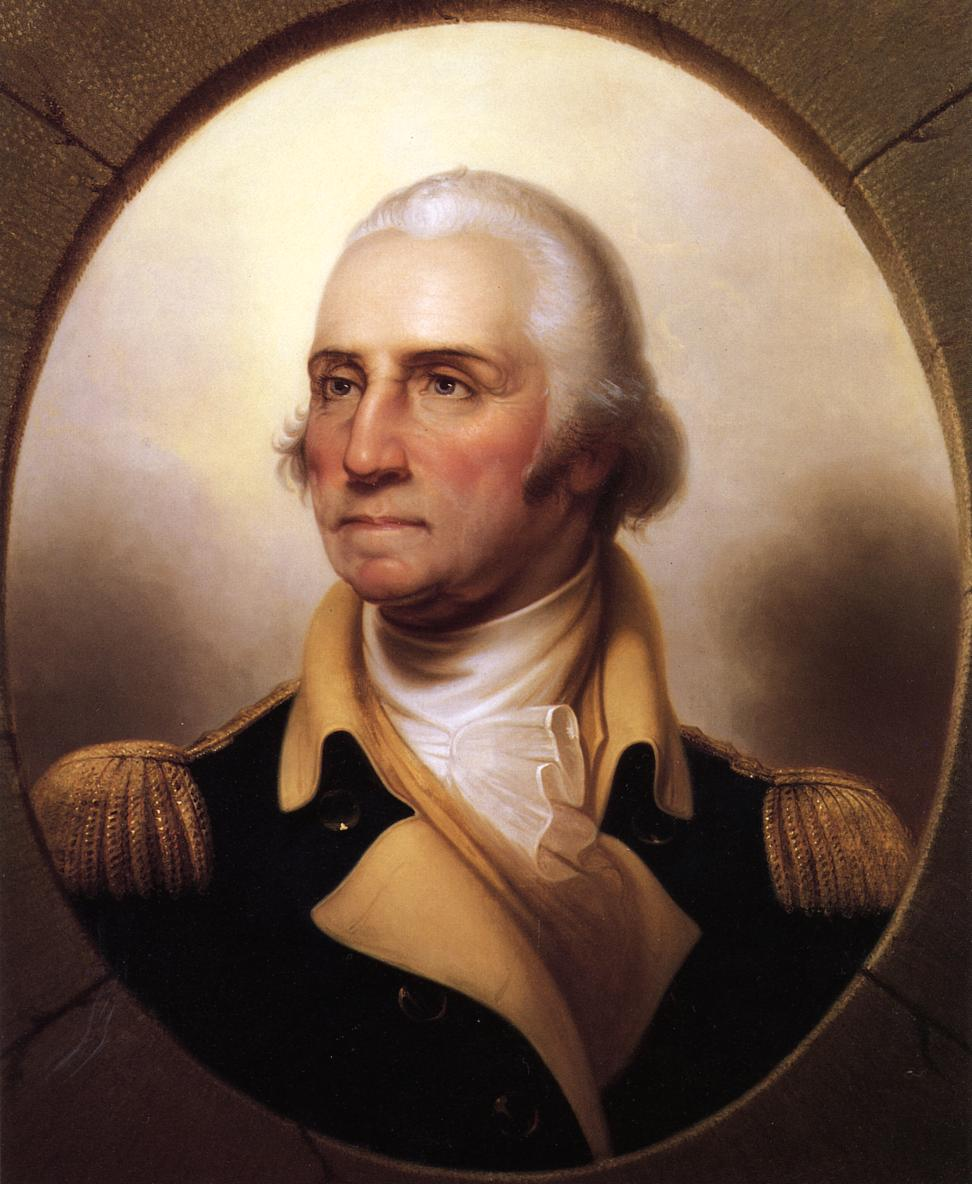
George Washington

La famiglia Washington era originaria anch'essa della contea di Northampton e già strettamente legata alla famiglia Spencer di Althorp. Infatti Lawrence Washington, Sindaco di Northampton nel 1532 e nel 1545 era figlio di John e Margaret Kitson e, quindi, primo cugino di Katherine Kitson, moglie di Sir John Spencer di Althorp. La famiglia Washington risiedeva all'epoca a Sulgrave Manor, nel Northamptonshire meridionale, dedicandosi anch'essa alla coltivazione della terra e all'allevamento di ovini. In seguito a un tracollo finanziario la famiglia Washington trovò ospitalità nelle terre degli Spencer a Brington, sul finire del XVI secolo; politicamente le famiglie erano unite, oltre che dalla parentela, dai comuni interessi economici e dalla strenua fede monarchica. Robert Washington, con la moglie Elizabeth Chishull e i loro sette figli presero dimora in un cottage della tenuta di Althorp con 60 acri di terra in qualità di affittuari degli Spencer. Il pronipote di Robert, il summenzionato John Washington, si stabilì quindi in Virginia alla metà del XVII secolo e fu il bisnonno del Presidente George Washington.
Un altro ramo spenceriano trapiantato in America settentrionale fu quello dei discendenti di John Spencer (m. 1478), attraverso il matrimonio della figlia di questi, Jane, con William Cope. Tra i discendenti di costei si annovera la teologa e dissidente puritana Anne Hutchinson, emigrata nel Massachusetts nel 1634, poi esiliata dai puritani nella vicina colonia olandese Nuova Amsterdam. Morì nel 1643, massacrata con gran parte della famiglia in una razzia dei nativi Mohicani. Tra i suoi discendenti si annovera la famiglia dei presidenti George Herbert Walker Bush e George W. Bush.

#### Spencer, Temple e Roosevelt

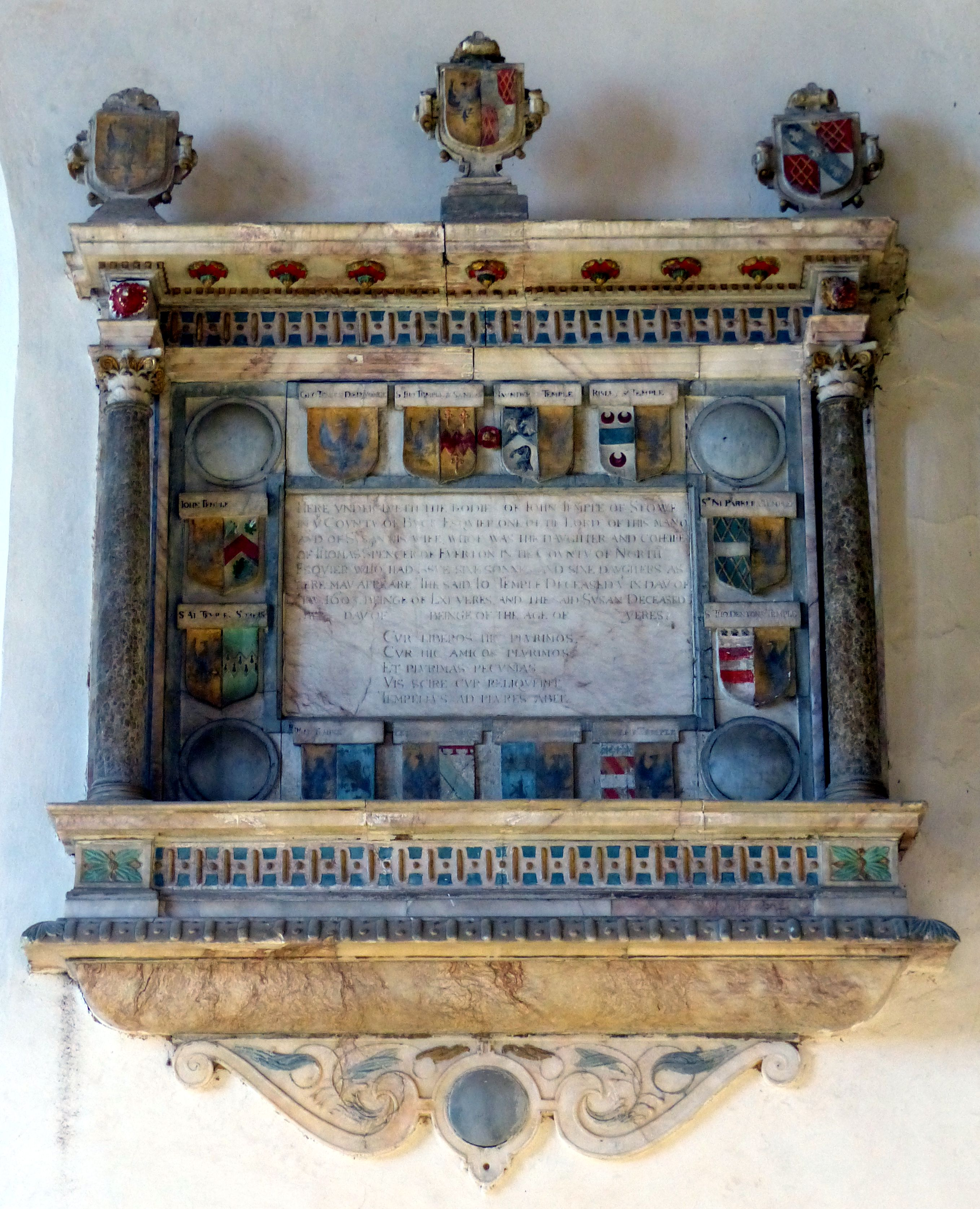
Stemma di John Temple e della moglie Susan Spencer posta sul sepolcro nella chiesa di Burton Dassett, luogo d'origine della famiglia Temple di Stowe

Susan Spencer, figlia di Thomas (cugino di Sir John Spencer) e di Dorothy, a sua volta figlia di Sir William Spencer, sposò John Temple di Stowe nel Buckinghamshire, e fu la capostipite, insieme al marito, di una delle più cospicue dinastie politiche dell'Inghilterra georgiana, incentrata sulla magione di Stowe House e della quale fecero parte tre primi ministri: George Grenville (1763-1765), William Pitt il Vecchio, cognato del precedente (1766-1768) e suo figlio William Pitt il Giovane (1783-1806). Dal fratello minore di John Temple, Anthony, discese il ramo irlandese della famiglia che diede origine ai visconti Palmerston, a cui appartenne il celebre statista e Primo ministro Henry John Temple, III visconte Palmerston.
Al pari degli Spencer, anche i Temple erano possidenti di campagna dediti all'allevamento delle pecore da lana. L'elevazione alla nobiltà di soggetti provenienti dalla gentry fu un fenomeno originato dall'esaurimento della più antica nobiltà feudale inglese, falcidiata dalla Guerra delle due rose e poi dall'assolutismo Tudor, i cui ranghi furono pertanto rinsaldati attraverso la promozione sociale di individui già esponenti di un'economia agricola proto-capitalista e fedeli alla nuova dinastia degli Stuart. Nacque così un rinnovato ceto aristocratico, che incarnava le ambizioni oceaniche e imperiali della nuova Gran Bretagna e che, a partire dalla Gloriosa rivoluzione, esercitò la propria egemonia tramite l'ideologia Whig e il controllo parlamentare sulla monarchia.

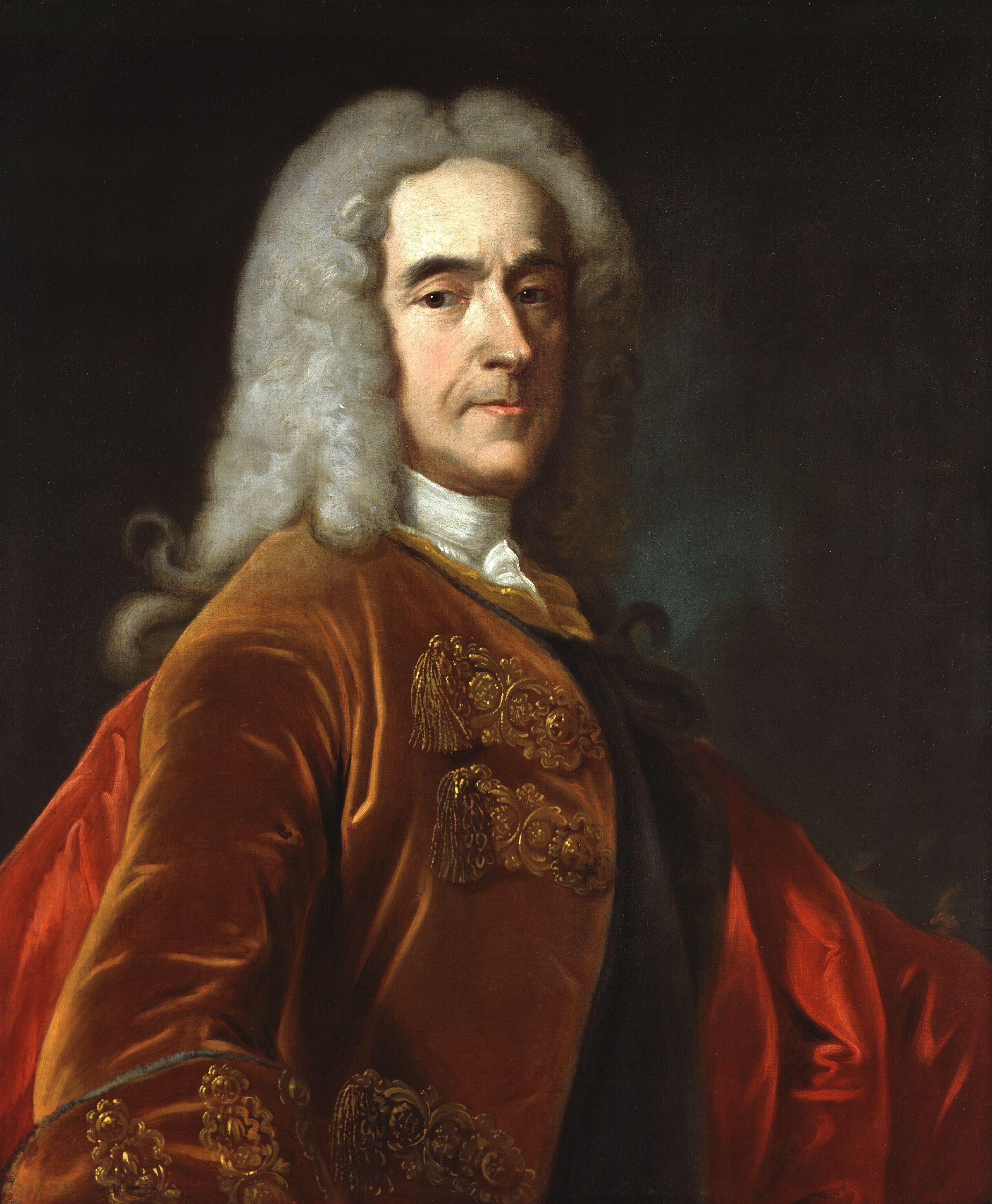
Richard Temple, I visconte Cobham

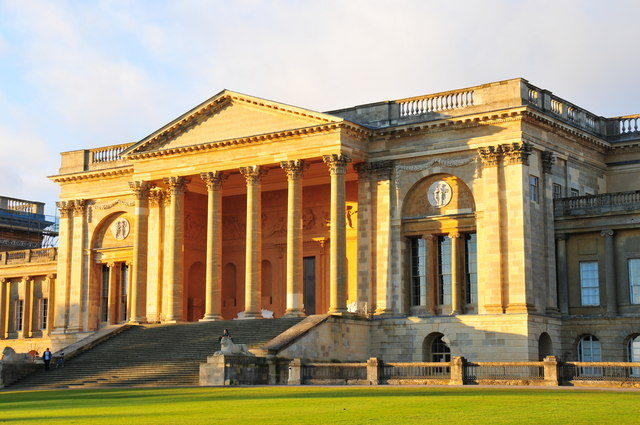
Stowe House

Le vicende delle due famiglie nei secoli successivi si mostrarono, non a caso, sovente intrecciate: Richard Temple, I visconte Cobham, l'artefice del parco e del palazzo di Stowe, fu ufficiale negli eserciti comandati dal duca di Marlborough nelle guerre di inizio Settecento. Politicamente sostenitore dei Whigs, fu strenuo avversario di Robert Walpole e mentore politico del nipote acquisito, William Pitt, entrambi membri del gruppo noto come "Liberty Club", del quale fece parte anche il terzo duca di Marlborough. Costui a sua volta servì nel governo del duca di Newcastle come Comandante in capo dell'esercito, mentre Pitt nel medesimo ministero ricopriva l'incarico di Leader della Camera dei comuni, nel corso della Guerra dei sette anni. La fazione Whig dei Marlborough (ora diventati Spencer-Churchill) e dei Temple (ora Temple-Nuget-Brydges-Chandos-Grenville), proseguì nel governo del paese con il ministero Grenville (1763-1765), nipote di lord Cobham, nel quale il quarto duca di Marlborough fu Lord del sigillo privato. Similmente, nel lungo ministero di Pitt il Giovane, il conte Spencer fu Primo Lord dell'Ammiragliato, dal 1794 al 1801. Con l'avvento del secolo XIX e di una politica più democratica, concomitante anche alla decadenza delle grandi famiglie, tale potere diminuì; tuttavia, ancora nel ministero conservatore del 1867 - 1868, presieduto da Benjamin Disraeli, il settimo duca di Marlborough e il terzo duca di Buckingham e Chandos sedettero nel medesimo Gabinetto di governo. Con la morte del terzo duca di Buckingham tuttavia, la dinastia dei Temple di Stowe si estinse.
Un ramo della famiglia ebbe parimenti diramazioni nelle colonie americane. Mary Temple, pronipote di Susan Spencer, fu madre di John Nelson, mercante e navigatore attivo nel New England tra i secoli XVII e XVIII, dove si stabilì acquisendo delle terre. Lo zio di questi, Thomas Temple, partigiano monarchico durante la guerra civile a differenza di molti suoi parenti, fu creato governatore e baronetto della Nuova Scozia da re Carlo II nel 1662. Da John Nelson, attraverso la figlia Mehetabel, discese il Presidente Franklin Delano Roosevelt.
Da un'altra linea sempre originatasi dal ramo Nelson-Temple discesero invece i marchesi di Dufferin in Irlanda, tra i quali si annovera Frederick Hamilton-Temple-Blackwood, ambasciatore e Viceré d'India nella seconda metà del XIX secolo. Costui ricoprì l'ufficio vicereale nel medesimo periodo nel quale era ministro delle Indie lord Randolph Churchill, nato Randolph Spencer-Churchill, figlio cadetto del settimo duca di Marlborough.

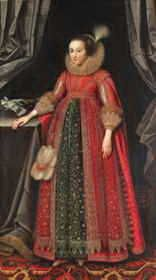
Susan Spencer
Grande stemma araldico della famiglia Temple di Stowe
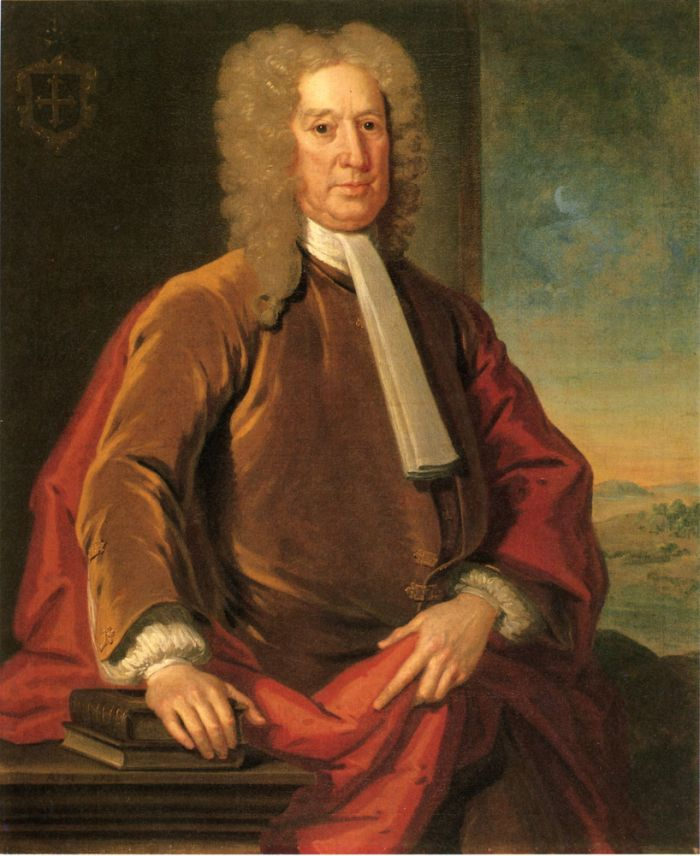
John Nelson
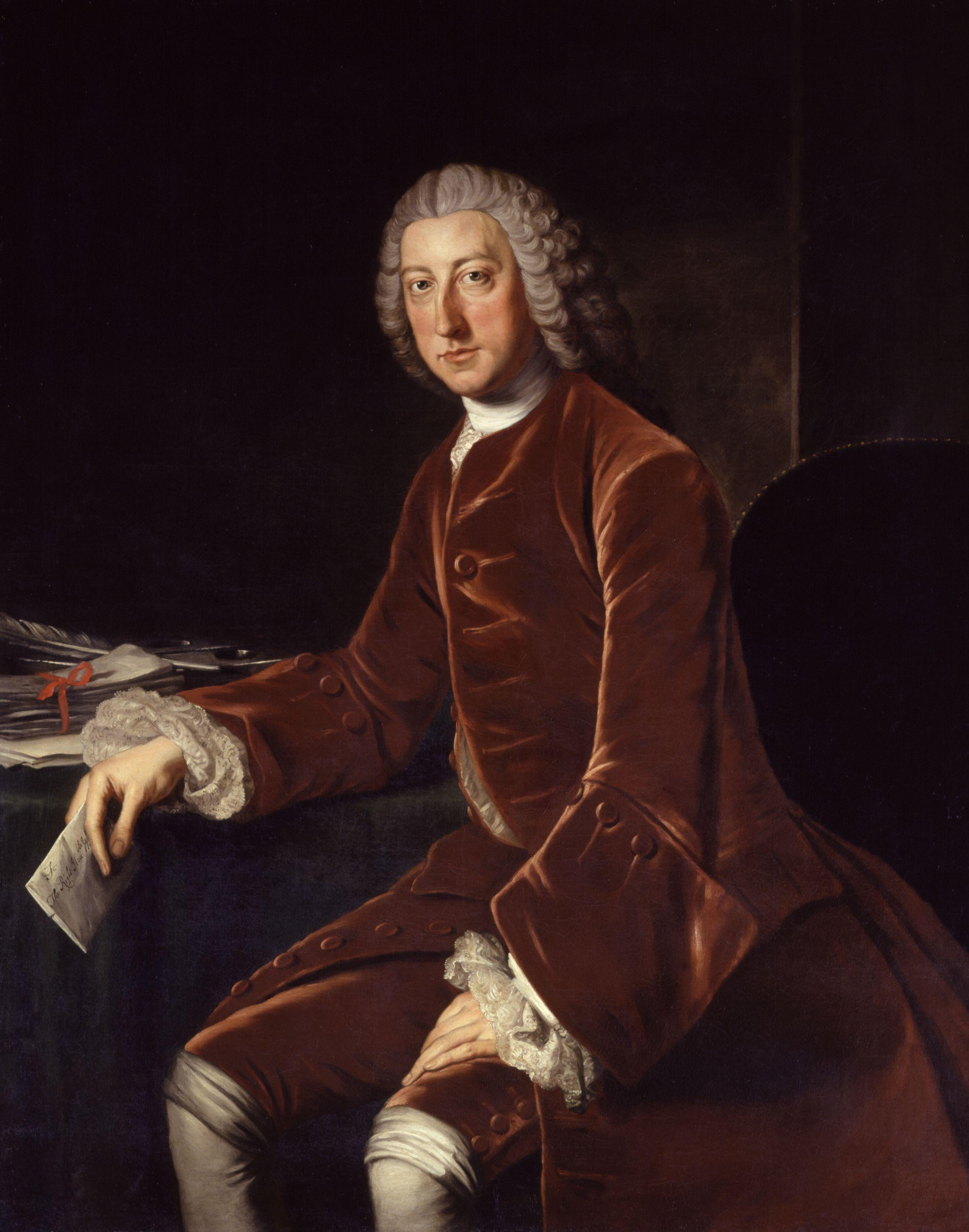
William Pitt il Vecchio, I conte di Chatham
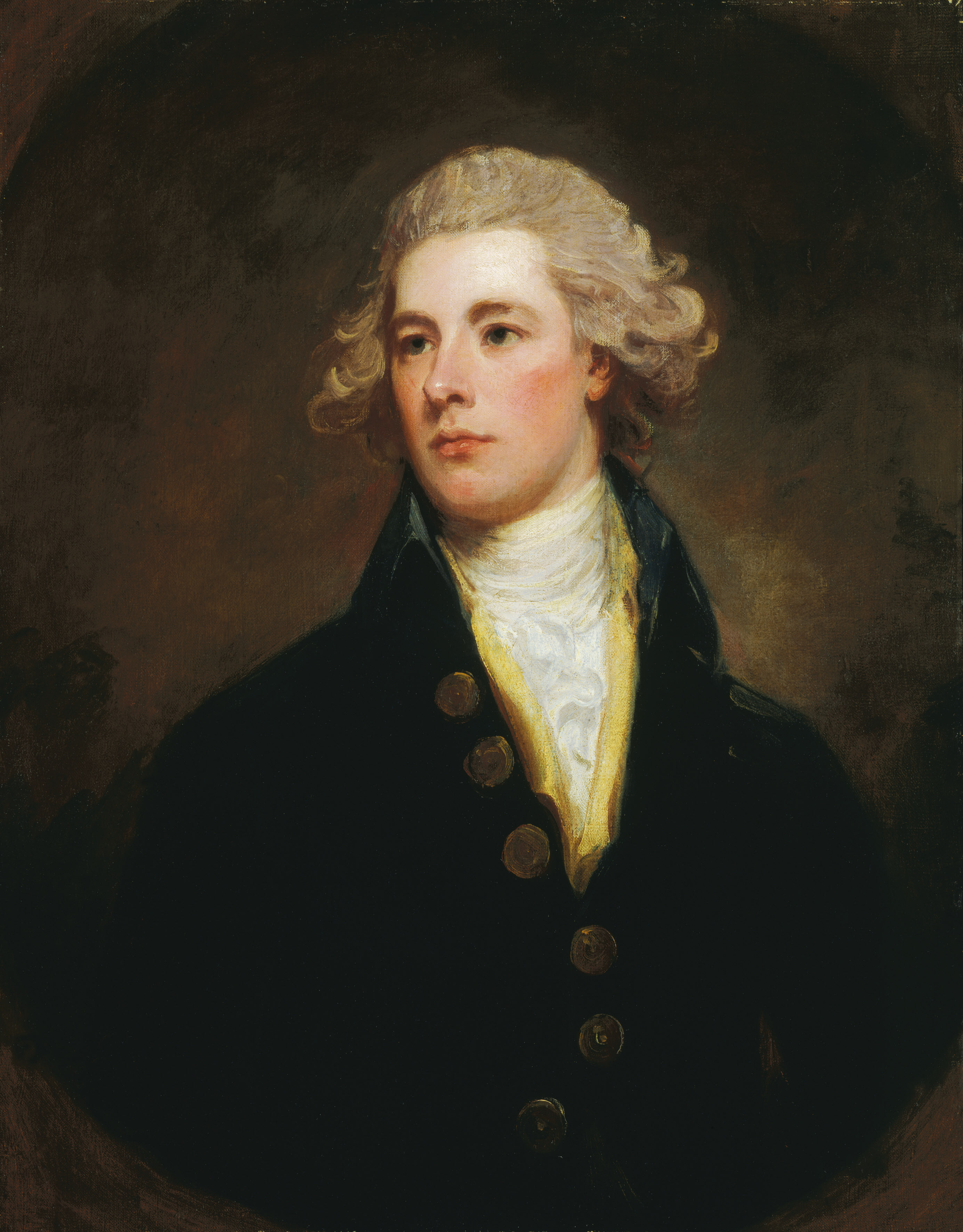
William Pitt il Giovane
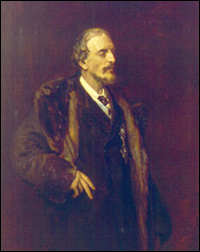
Frederick-Hamilton-Temple-Blackwood, I marchese di Dufferin e Ava
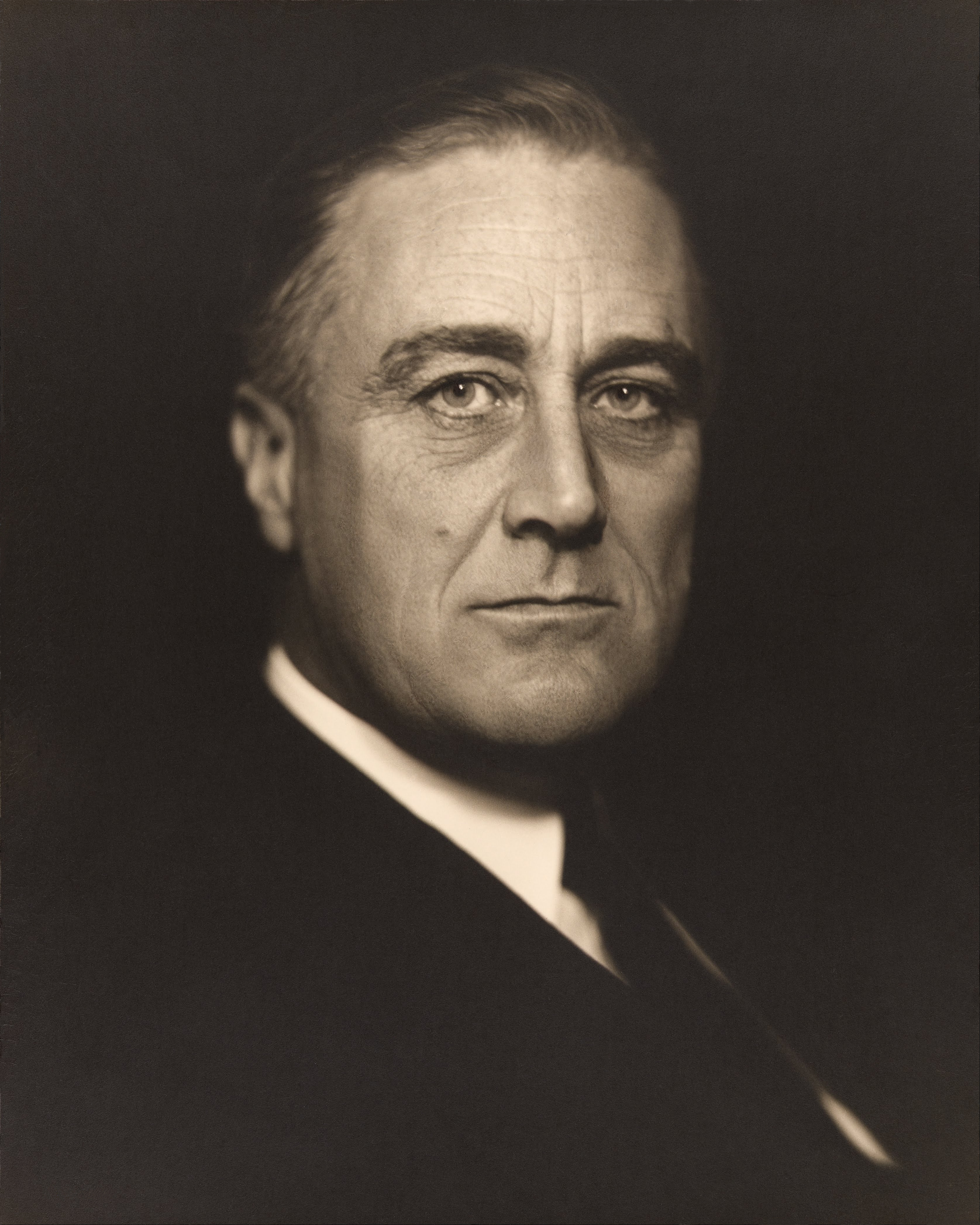
Franklin Delano Roosevelt

## Ramo principale

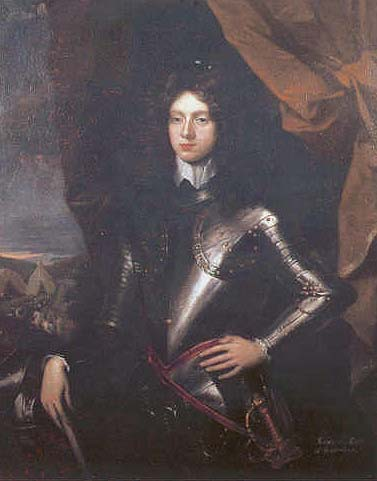
Henry Spencer, I conte di Sunderland

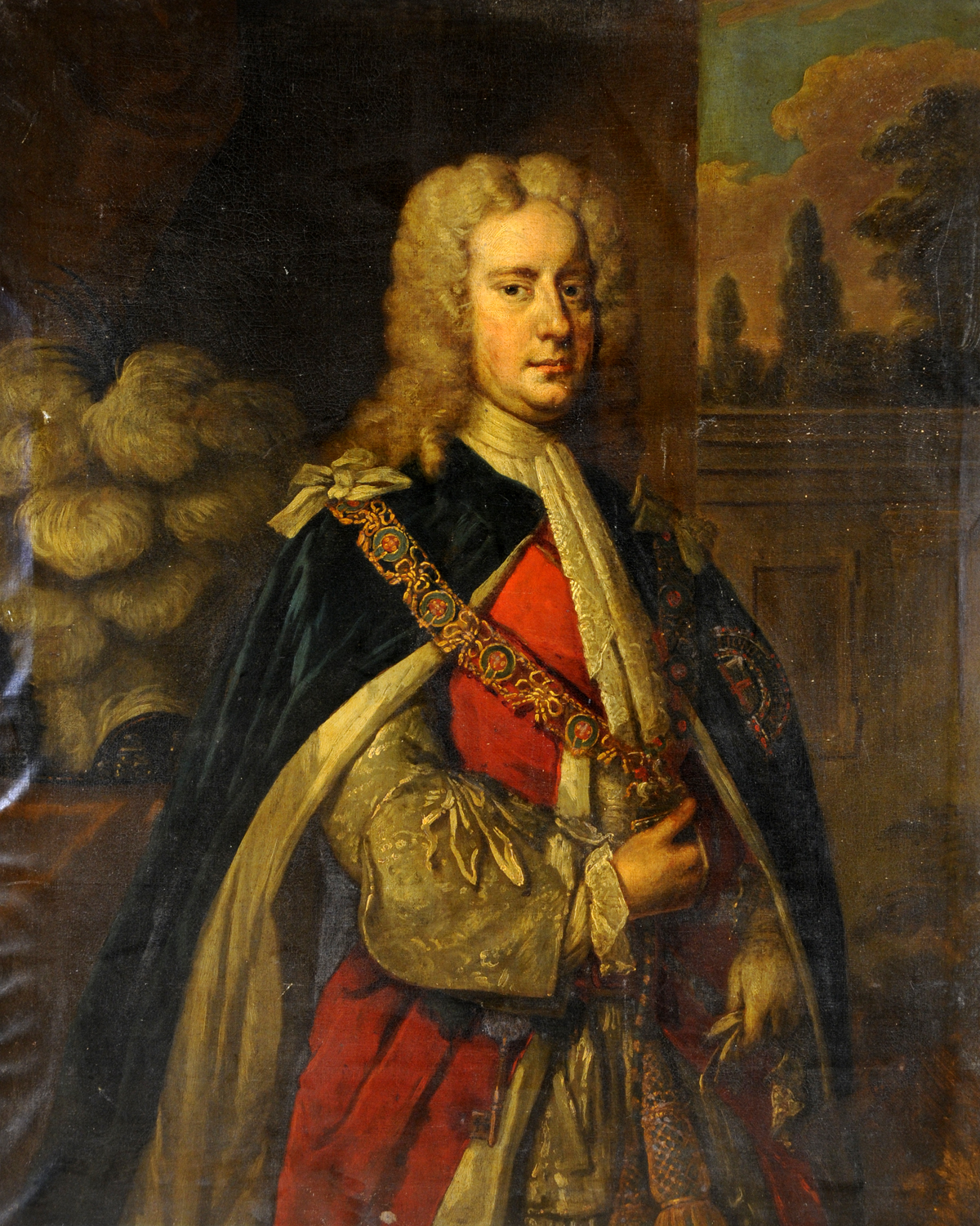
Charles Spencer, III conte di Sunderland, primo ministro di re Giorgio I

Con l'avvento del XVII secolo Robert Spencer, I barone Spencer di Wormleighton, discendente di una lunga teoria di cavalieri e possidenti terrieri, fu uno di quegli "uomini nuovi" che ebbero accesso ai ranghi della nobiltà all'epoca degli Stuart, e il primo della sua schiatta a vestire la toga dei Pari d'Inghilterra.
Suo nipote, Henry Spencer, sposò la causa realista durante la Guerra civile inglese e venne elevato a conte di Sunderland. Trovò la morte, a soli 23 anni, colpito da una palla di cannone alla Battaglia di Newbury, il 20 settembre 1643. Un fratello di Henry, Robert, divenne visconte Teviot in Scozia e fu anch'egli partigiano realista.

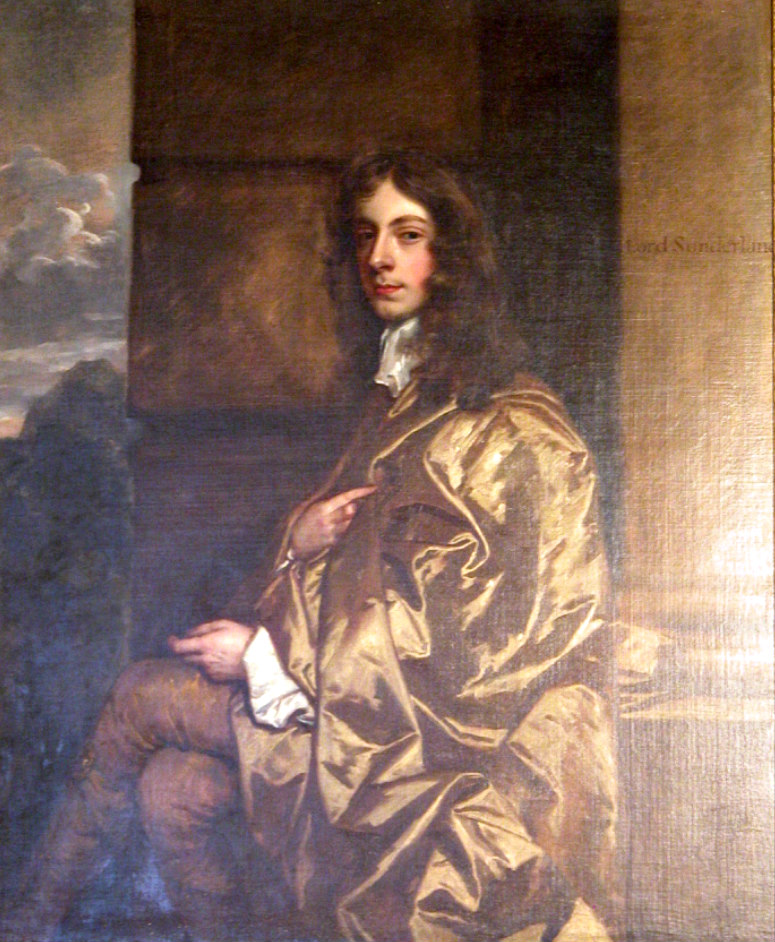
Robert Spencer, II conte di Sunderland, fu uno dei principali consiglieri dei sovrani Giacomo II e Guglielmo d'Orange

Robert Spencer, II conte di Sunderland, figlio di Henry, nato nel 1640 e morto nel 1702, fu allevato a Parigi tra gli emigrati realisti e fece gli studî nell'Europa meridionale. La sua parentela con i Sidney (ai quali apparteneva la madre), e, attraverso i loro matrimonî, con Halifax e Shaftesbury lo legò con i whigs, mentre il suo matrimonio con Anne Digby, che era figlia del conte di Bristol e la più ricca ereditiera inglese, gli diede indipendenza e ricchezza. Sunderland assunse un posto preminente a corte dopo la caduta di Danby, succedendo a sir Joseph Williamson come uno dei principali segretarî di stato e dividendo nel 1679 la fiducia del re Carlo II con Essex e Halifax. Ebbe parte principale nel richiamo del duca di York in Inghilterra, quando Carlo si ammalò nell'agosto di quell'anno. Con Lawrence Hyde e Godolphin, Sunderland godette la fiducia del re nel 1680, ma perdette la carica al principio del 1681. Nel 1683 aveva già riavuto il suo ufficio e riconquistato il favore del re e del duca, e quando questi salì al trono (1685) col nome di Giacomo II, Sunderland ebbe con Hyde (divenuto conte di Rochester) un ruolo di primo piano nel governo. Caduto Rochester in disgrazia (gennaio 1687), Sunderland rimase solo consigliere del re e ne appoggiò le più incaute misure, quali il processo dei sette vescovi e gli attacchi alle università. Professò anche di essersi convertito al cattolicesimo e si adoperò per l'abolizione del giuramento di sottomissione (Test Act). Sua moglie, non meno intrigante di lui, rimase ostentatamente fedele al protestantesimo e si tenne in continua corrispondenza con sir Henry Sidney alla corte di Guglielmo d'Orange. Quando fu chiaro che Guglielmo si preparava a passare in Inghilterra, Sunderland patrocinò troppo tardi grandi concessioni, ma accorgendosi della loro inutilità, nel novembre 1688 fuggì in Olanda dove tornò al protestantesimo e inviò a Guglielmo lettere piene di sagaci consigli, le quali convinsero il re dell'indispensabilità del consigliere. Tornato in Inghilterra, tenne nel 1697 l'ufficio di lord ciambellano, ma si ritirò per le proteste suscitate dalla nomina. La sua ricchezza e il suo influsso non diminuirono.
Uno dei suoi ultimi intrighi riusciti fu il matrimonio del suo secondo figlio Charles, nato nel 1674 e morto nel 1722, che nel 1688 divenne suo erede, con Anne Churchill, figlia del duca di Marlborough. Dopo un'ambasciata a Vienna nel 1705, Charles Spencer divenne segretario di stato per il dipartimento meridionale, ma perdette il potere nel 1719, quando Abigail Masham ebbe fatto perdere alla duchessa di Marlborough il favore della regina, e non si conquistò la fiducia di re Giorgio prima del 1716. Intrigò con Stanhope contro Townshend e Walpole e riuscì a provocare il loro allontanamento. Nell'aprile 1717 fu uno dei segretarî di stato e ottenne l'abrogazione dell'Occasional Conformity Bill. Nel 1718 divenne primo lord del Tesoro, ma non aveva attitudini finanziarie e il fallimento dell'impresa dei Mari del Sud lo costrinse a dimettersi nel 1721.

## Churchill

### Origini
(William Manchester Churchill, l'ultimo leone. Vol. I 1874-1914: visioni di gloria pp. 98-99)

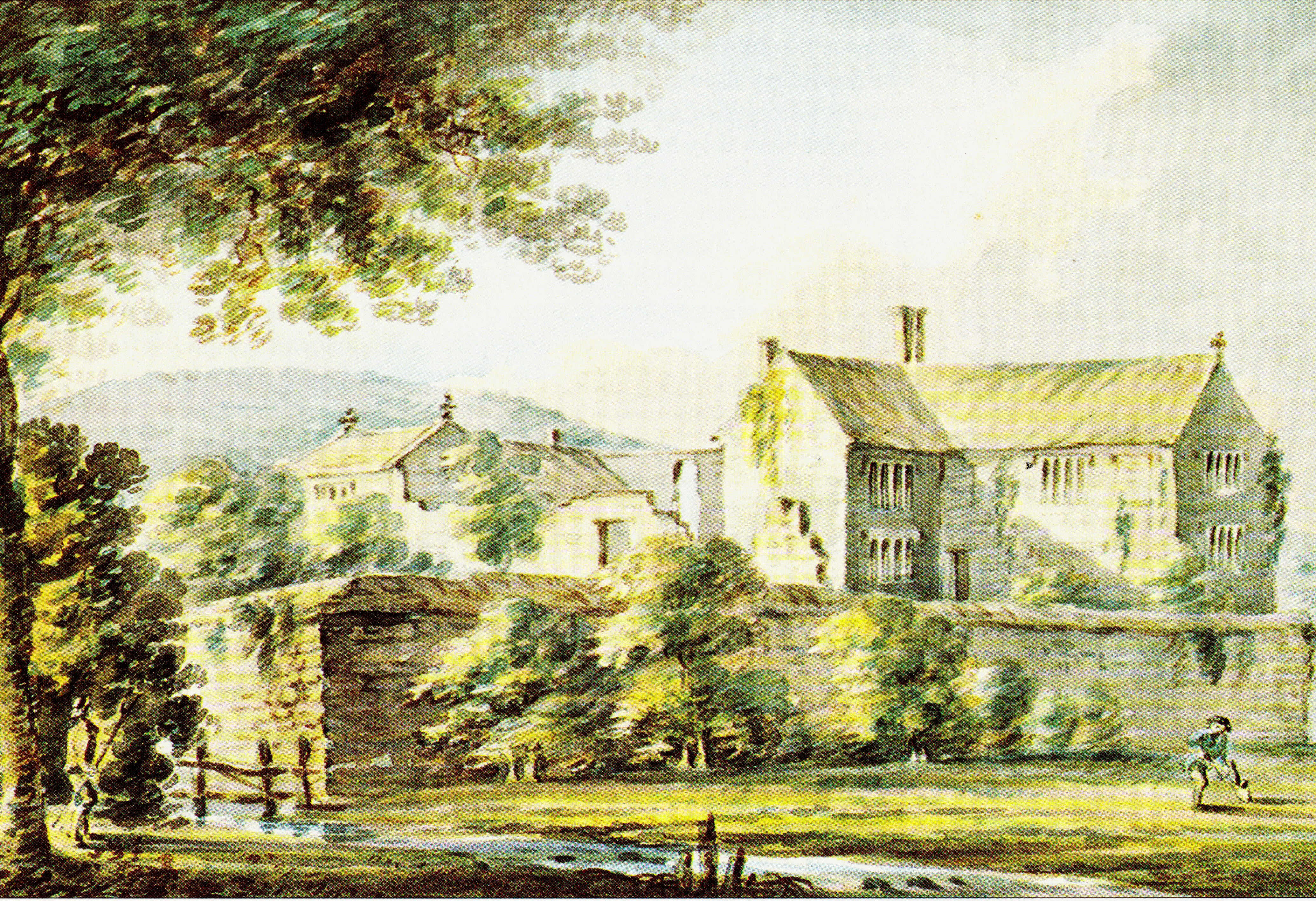
Ash House, nel Devon, luogo d'origine della famiglia Drake

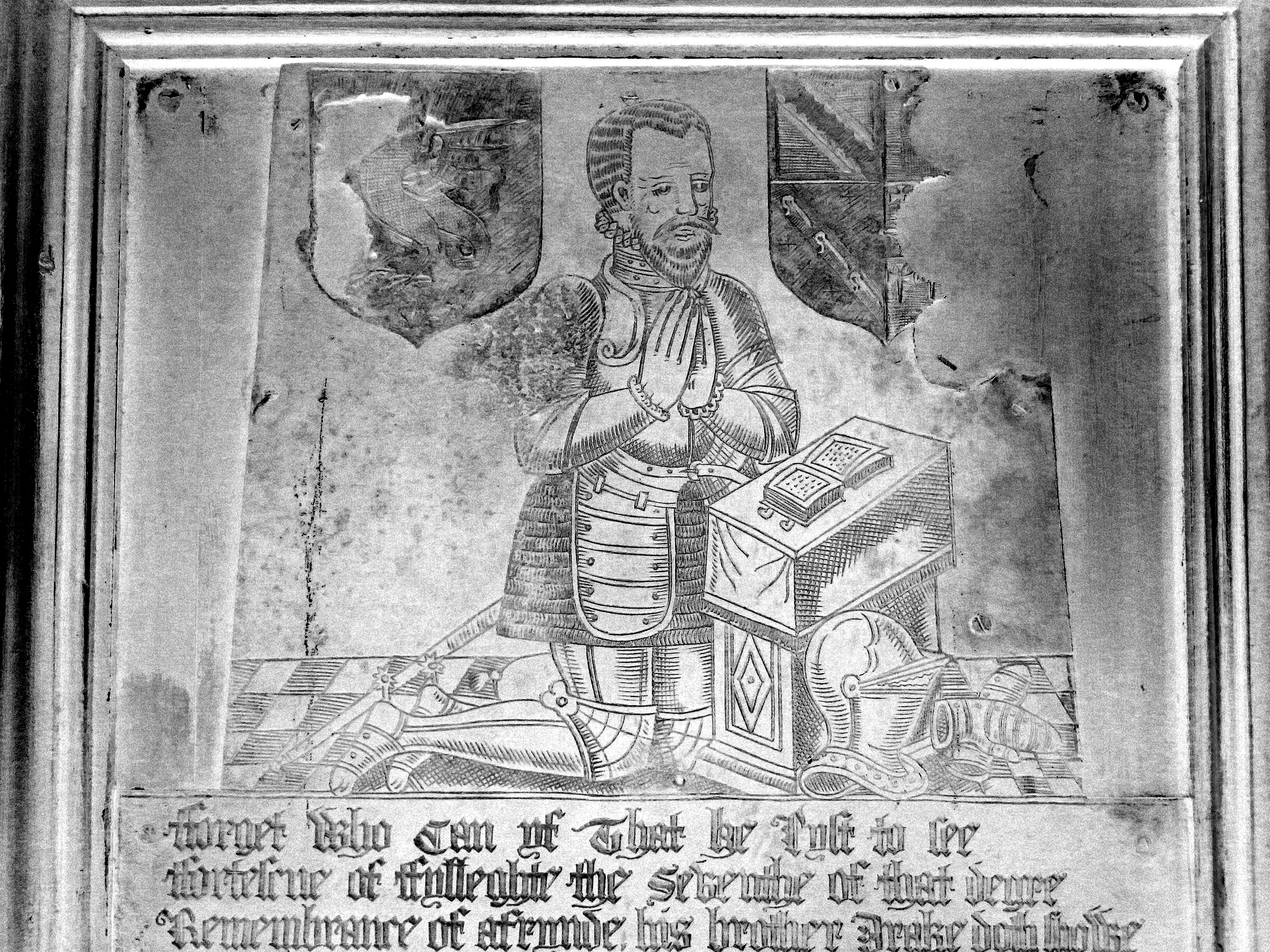
Monumento funerario rappresentante Sir Bernard Drake, nella chiesa di Filleigh

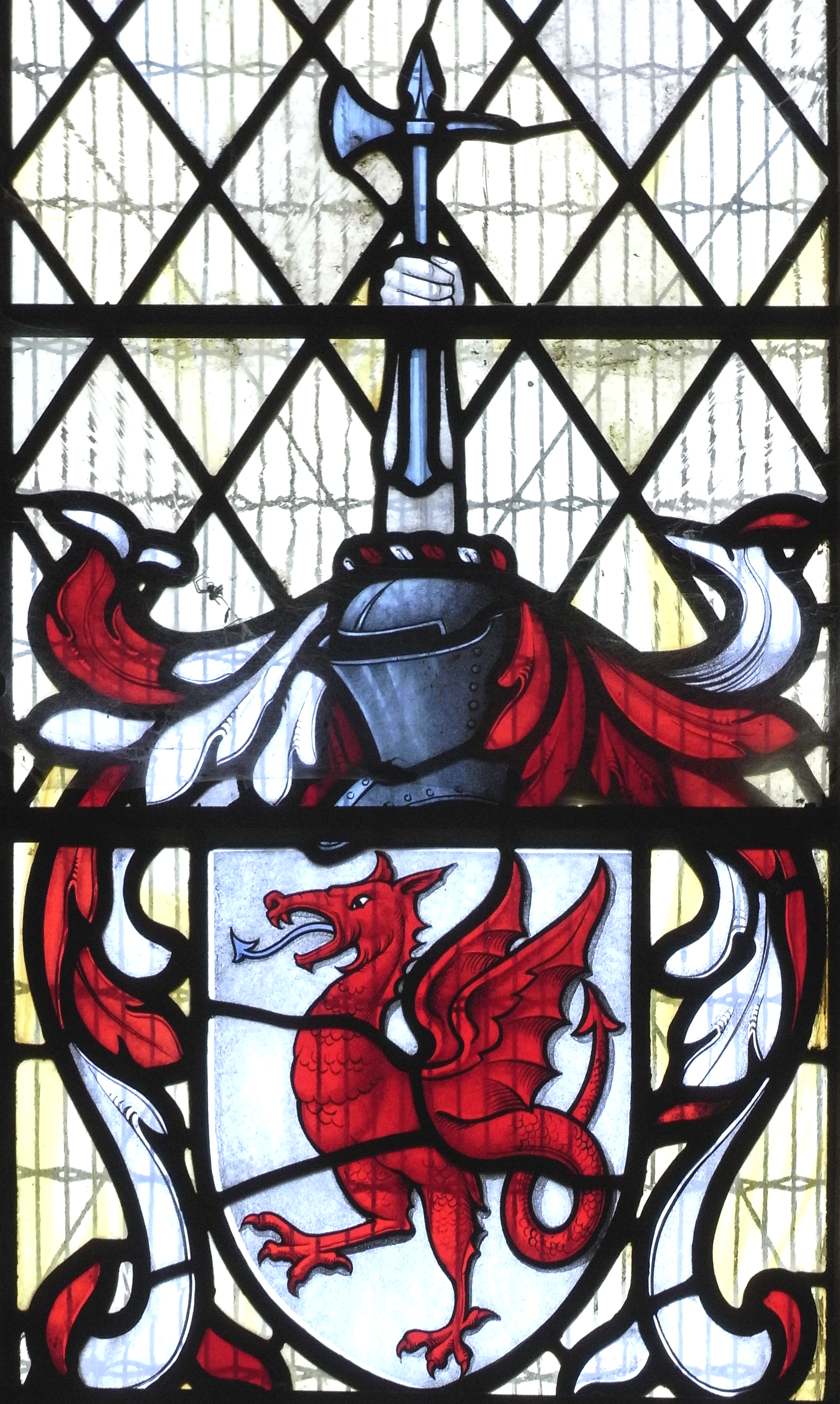
Vetrata rappresentante il drago, simbolo della famiglia Drake, nella chiesa di Musbury

Secondo una tradizione le antiche origini della casata dei Churchill risalgono all'epoca della Conquista: il capostipite della stirpe fu un nobile normanno, Gitto de Leon, vissuto alla metà dell'XI secolo, il quale ebbe due figli, Richard e Wandril. Il primogenito, Richard, signore di Montalban, fu capostipite della casata francese dei conti di Leon, attraverso gli eredi avuti dal matrimonio con Yolanda di Lussemburgo. Da Wandril de Leon, secondogenito, signore di Courcil in Normandia e da sua moglie Isabella de Tuya, sarebbero discesi i Churchill inglesi; il figlio di Wandril, Roger de Courcil si stabilì nella signoria di Churchill, anche se secondo un'altra versione tale feudo venne acquistato da sir John Churchill all'epoca di Carlo II. Suo nipote, sir Bartholomew de Churchill, fu un valoroso guerriero, celebrato nelle antiche canzoni. Durante la guerra civile che vide contrapposti il re Stefano e l'Imperatrice Matilde, per la successione al trono inglese, Bartholomew si schierò con Stefano, combattendo per la sua causa.

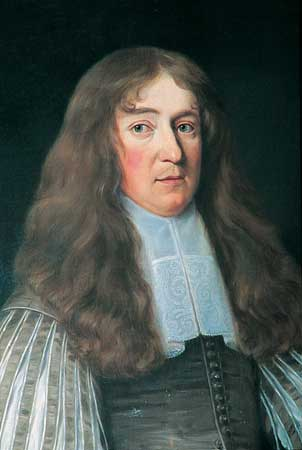
Ritratto di Sir Winston Churchill

In realtà, a differenza del cognome Spencer, quello dei Churchill ha un'origine nativa anglosassone. Fonti sicure indicano il nucleo originario della famiglia nel Somerset, dove si trova il toponimo Courcesville, derivato dall'antico inglese cruc (collina) e wiella (primavera). Nel Devon, la contea dove ebbe origine la casata, il toponimo si trova nei documenti a partire dal 1201. La volontà di ricostruire una fittizia origine normanna di cognomi inglesi era comune nella nobiltà in epoca stuardiana, per ricollegarsi alla nobiltà feudale insediatasi sull'isola all'indomani della Conquista e della sottomissione della popolazione originaria.
Altri racconti indicano un'origine più prosaica: il primo antenato rintracciabile sarebbe un maniscalco, Roger Churchill (1522-1579), vissuto nella contea di Dorset, sposato con la figlia di William Peverell di Bradford Peverell.
La genealogia più sicura comincia tuttavia a partire dal XVI secolo, con Jasper Churchill,  che fu il padre di sir John Churchill, eminente uomo pubblico all'epoca di Carlo II, morto nel 1685. Aveva acquistato il castello che da lui prese il nome ma, morto con molti debiti, i suoi eredi dovettero vendere la proprietà. Il fratello maggiore di Jasper, sir John Churchill, da non confondere con l'omonimo nipote, fu un abile avvocato e uomo di legge; istruito al Middle Temple, accrebbe la propria fortuna grazie anche al matrimonio con Sarah Winston, figlia e coerede di Sir Henry Winston. Da lei ebbe un figlio, sir Winston Churchill, omonimo del suo celeberrimo discendente, a sua volta padre del grande John, duca di Marlborough, nonché del generale Charles Churchill, che servì insieme al fratello, e dell'ammiraglio George Churchill.
Sorella di questi ultimi fu Arabella Churchill, per lungo tempo amante del re Giacomo II Stuart. La loro relazione durò circa dieci anni e Arabella ebbe dallo Stuart quattro figli, che assunsero il cognome di Fitzjames ("figli di Giacomo" in lingua normanna). Tra essi spiccò in particolare James FitzJames, I duca di Berwick, valente condottiero al servizio di Luigi XIV di Francia. Quando la relazione con Giacomo ebbe termine, dopo che questi ascese al trono, Arabella ricevette una pensione e sposò un militare, il colonnello Charles Godfrey, il quale divenne un protetto del duca di Marlborough, fratello di Arabella, ottenendo vari incarichi onorifici durante il regno di Guglielmo e Maria. Vissero insieme felicemente per 40 anni. Godfrey morì nel 1714, all'età di 67 anni. Arabella Churchill fu molto longeva e morì nel 1730 a 82 anni.
La moglie di Sir Winston Churchill era Elizabeth Drake, pronipote del duca di Buckingham e discendente come i Churchill da un'antica famiglia del Devon, imparentata a sua volta con altre famiglie di quella contea marinara, come i Grenville, i Raleigh e i Gilbert. Il ceppo dei Churchill era dunque quello di coloro che avevano fondato l'impero marittimo inglese: ad esso erano appartenuti, oltre al grande ammiraglio ed esploratore Sir Bernard Drake, anche i suoi cugini, altrettanto famosi navigatori, conquistatori e poeti, come Richard Grenville, Sir Walter Raleigh e Sir Humphrey Gilbert.

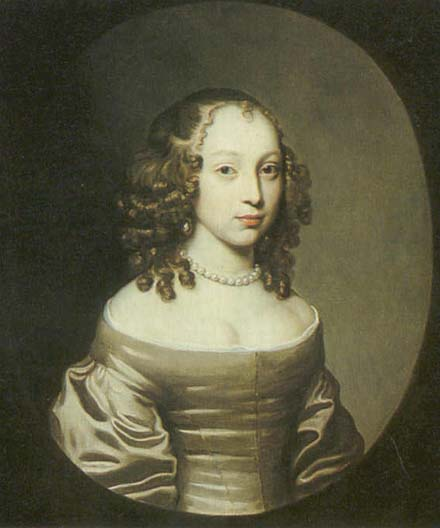
Arabella Churchill
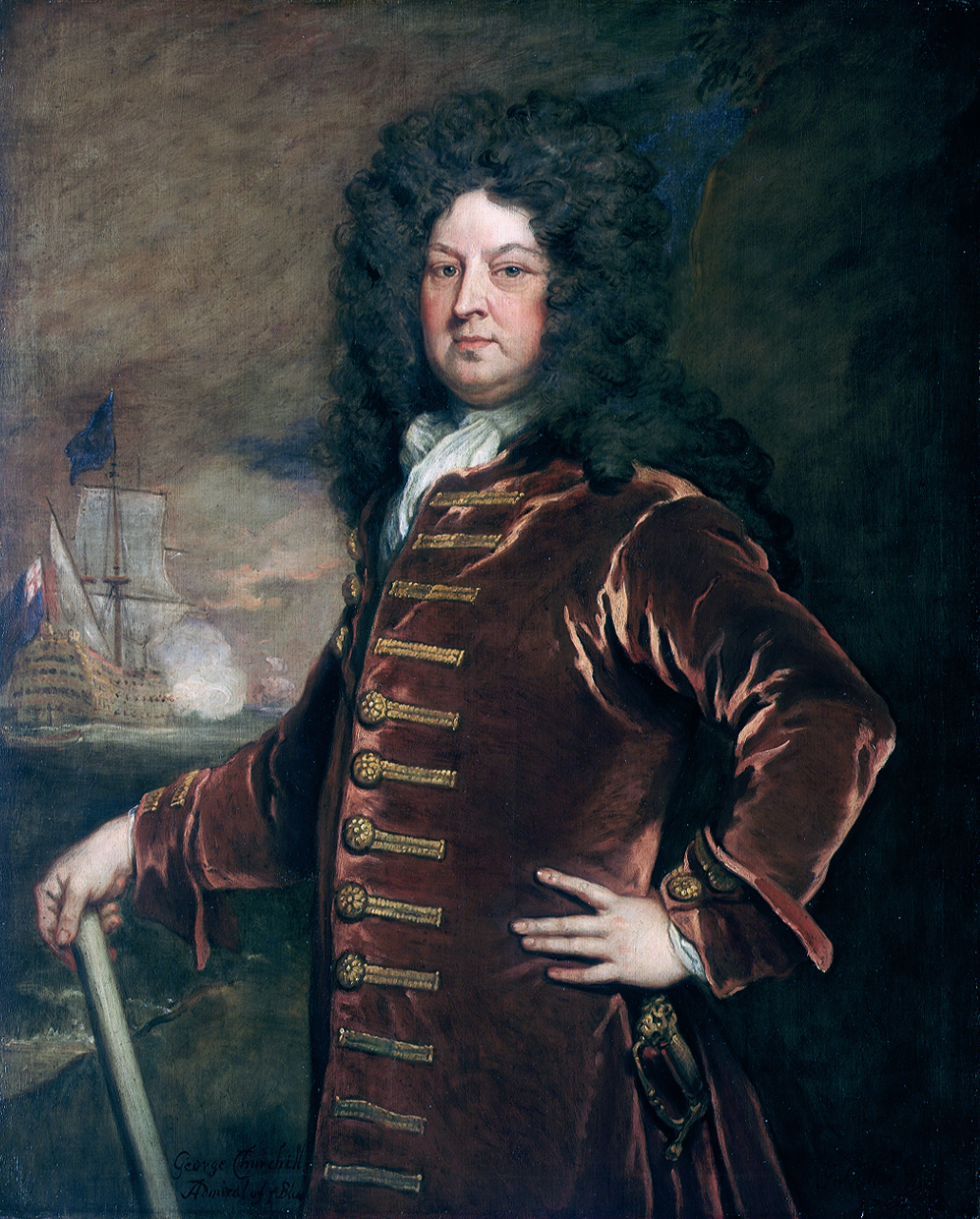
George Churchill, ammiraglio
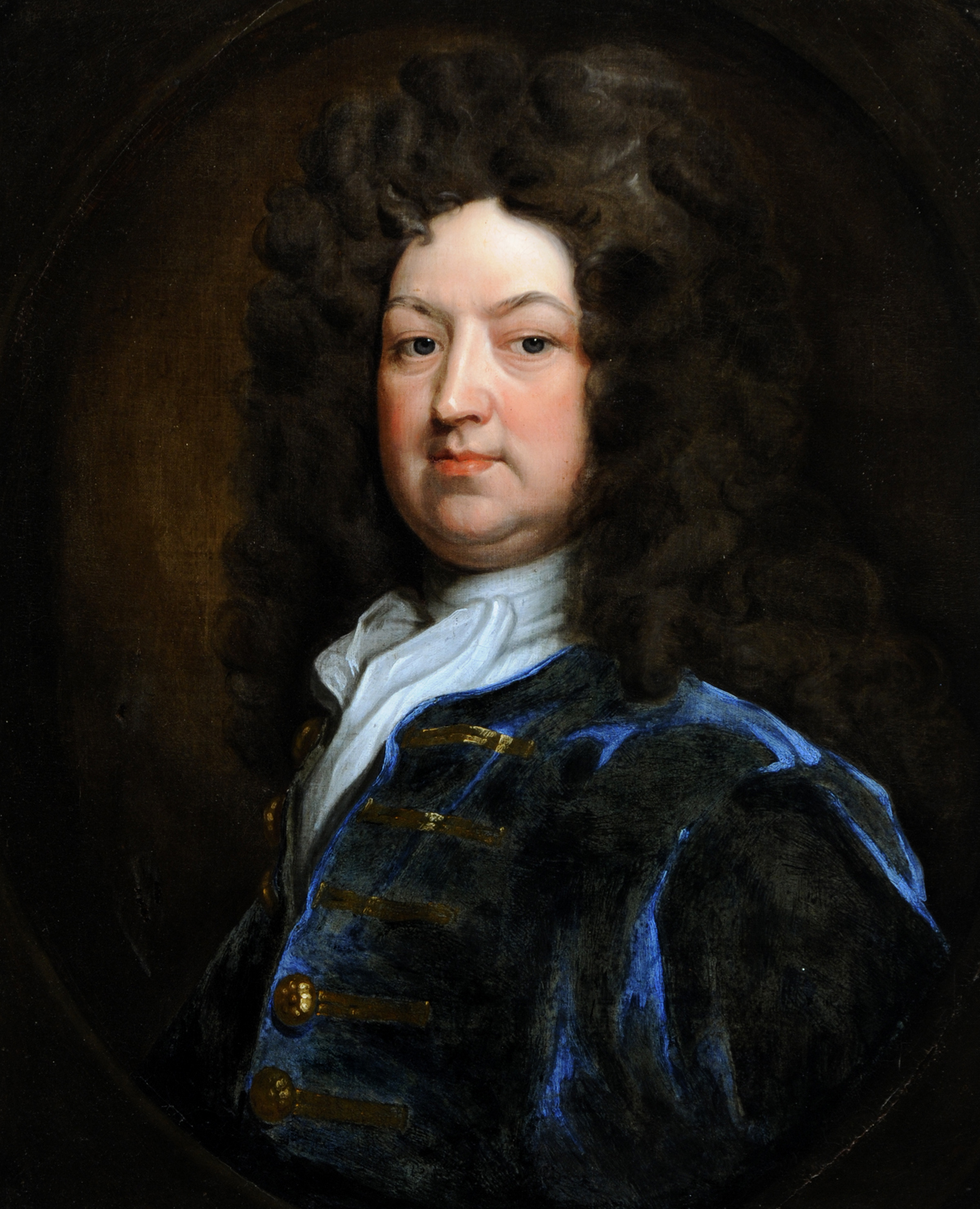
Charles Churchill, generale
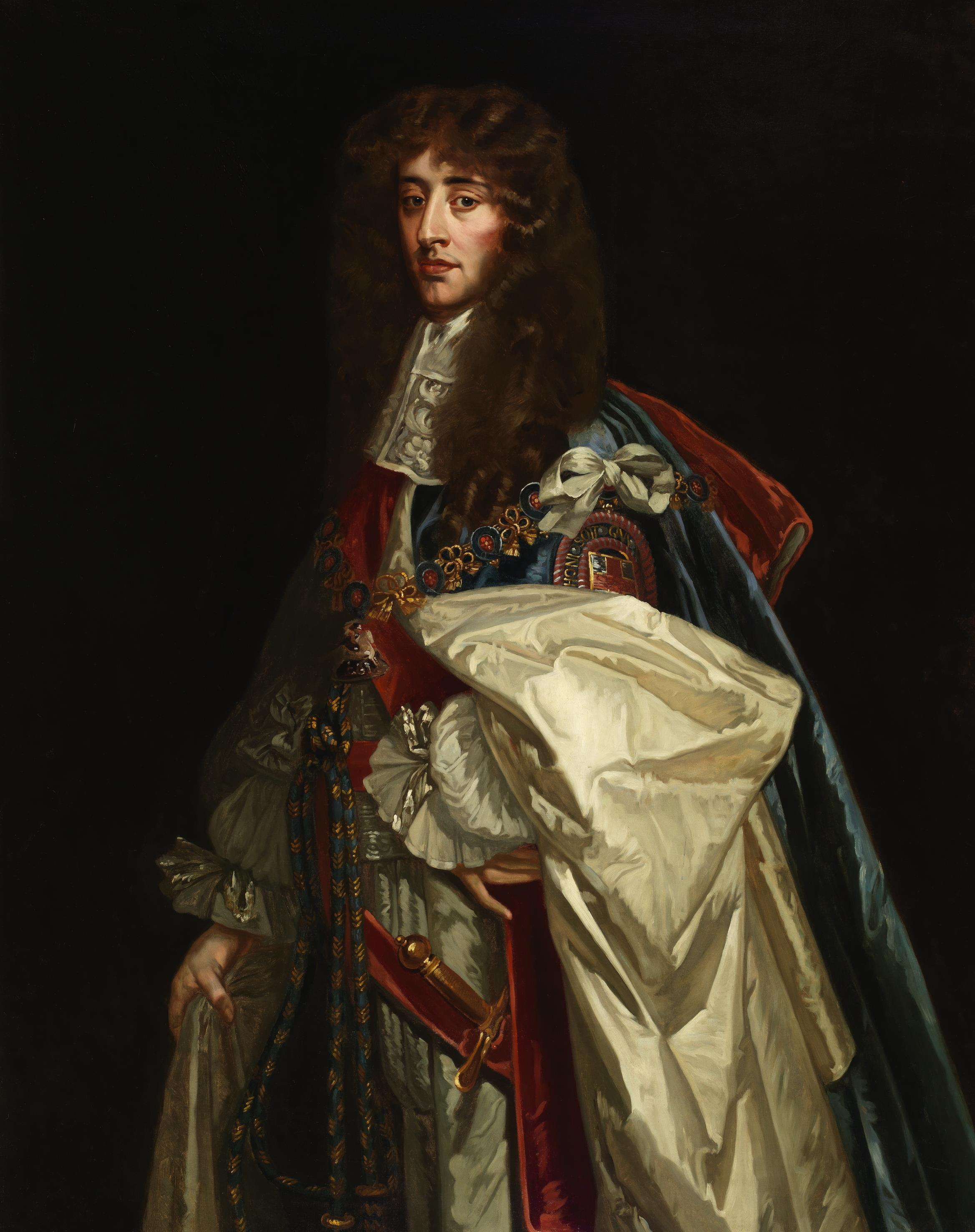
James FitzJames, I duca di Berwick

### Ascesa

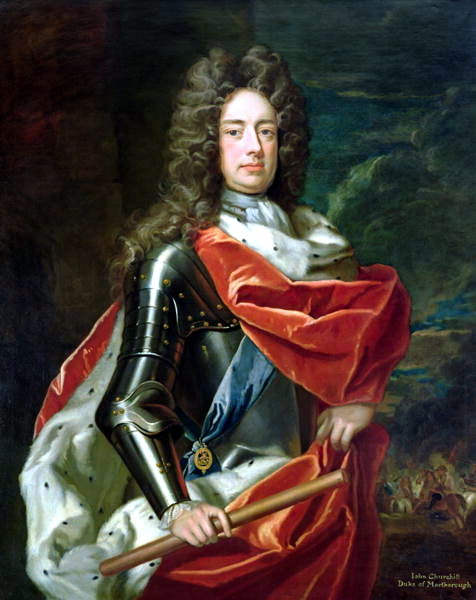
John Churchill

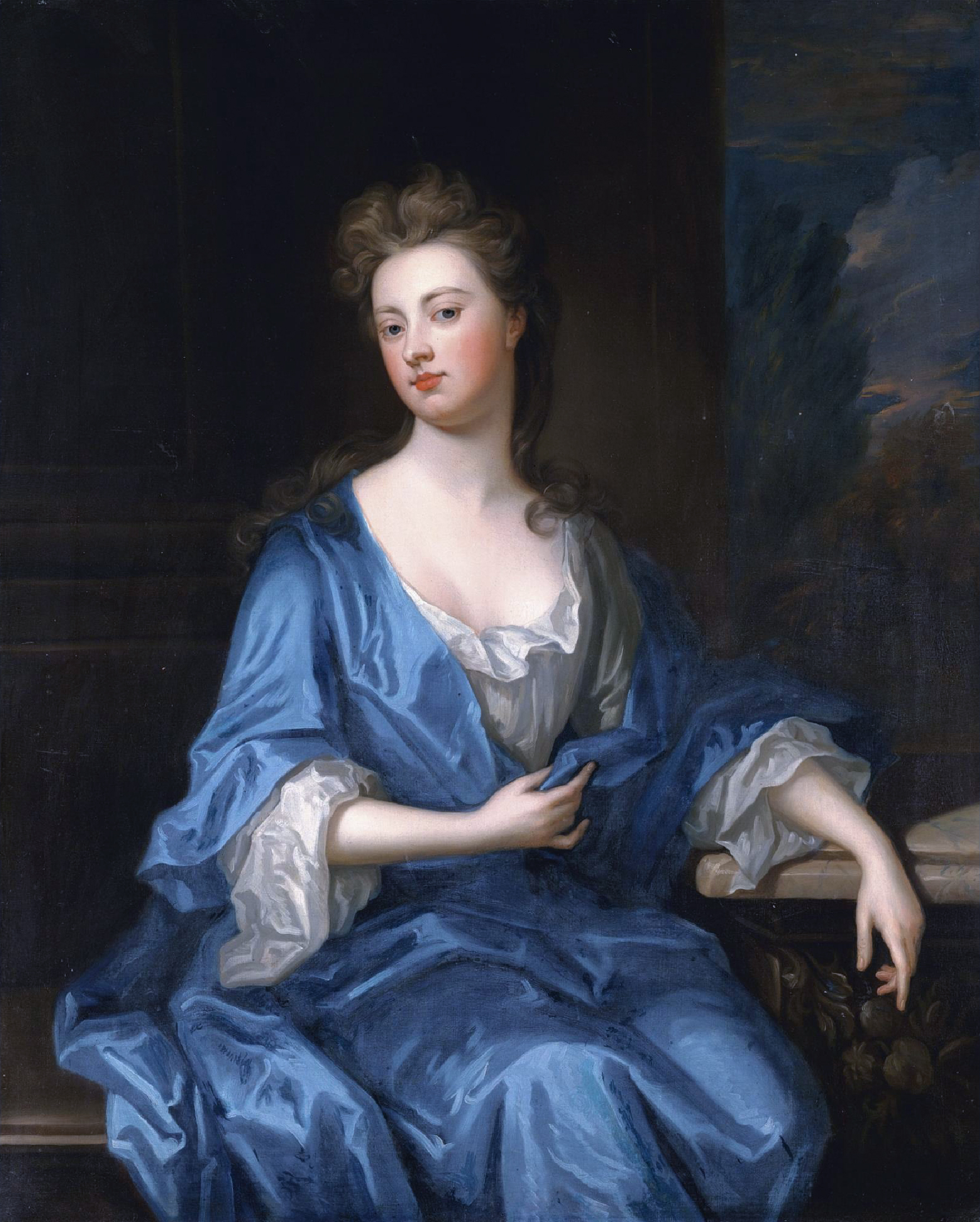
Sarah Jennings

John Churchill nacque nel 1650, un anno dopo la decapitazione del re d'Inghilterra Carlo I Stuart in seguito alla guerra civile inglese, da sir Winston Churchill e da sua moglie, Elizabeth Drake. Dopo essere entrato a far parte del seguito di Giacomo, duca di York, fratello minore del re e primo nella linea di successione al trono, John ebbe modo di avvicinarsi al mondo militare: colonnello nel 1678, sposò segretamente lo stesso anno Sarah Jennings, damigella d'onore della principessa Anna Stuart (regina dal 1702). Legato alla casa di York, con l'avvento di Giacomo II fu creato nel 1685 pari d'Inghilterra. Conservatore, ma di fede anglicana, si rivolse anch'egli a Guglielmo d'Orange; e, quando questi sbarcò sul suolo inglese, si affrettò a raggiungerlo.
Il nuovo sovrano lo fece membro del consiglio privato e conte di Marlborough (1689); passato in Olanda, egli combatté contro i Francesi, a Walcourt. Ma le sue trame giacobite gli alienarono la fiducia di Guglielmo (1692), di cui non riebbe il favore fino al 1698; in quegli anni frattanto, con un ulteriore cambiamento di rotta, si allontanava dai Tories. Nel 1702, tuttavia, fu creato duca. Alla ripresa della guerra in Europa ebbe il comando delle forze anglo-olandesi. Nel maggio-giugno 1704 riuscì a concertare con Eugenio di Savoia la manovra che portò alla vittoria di Höchstädt-Blenheim.

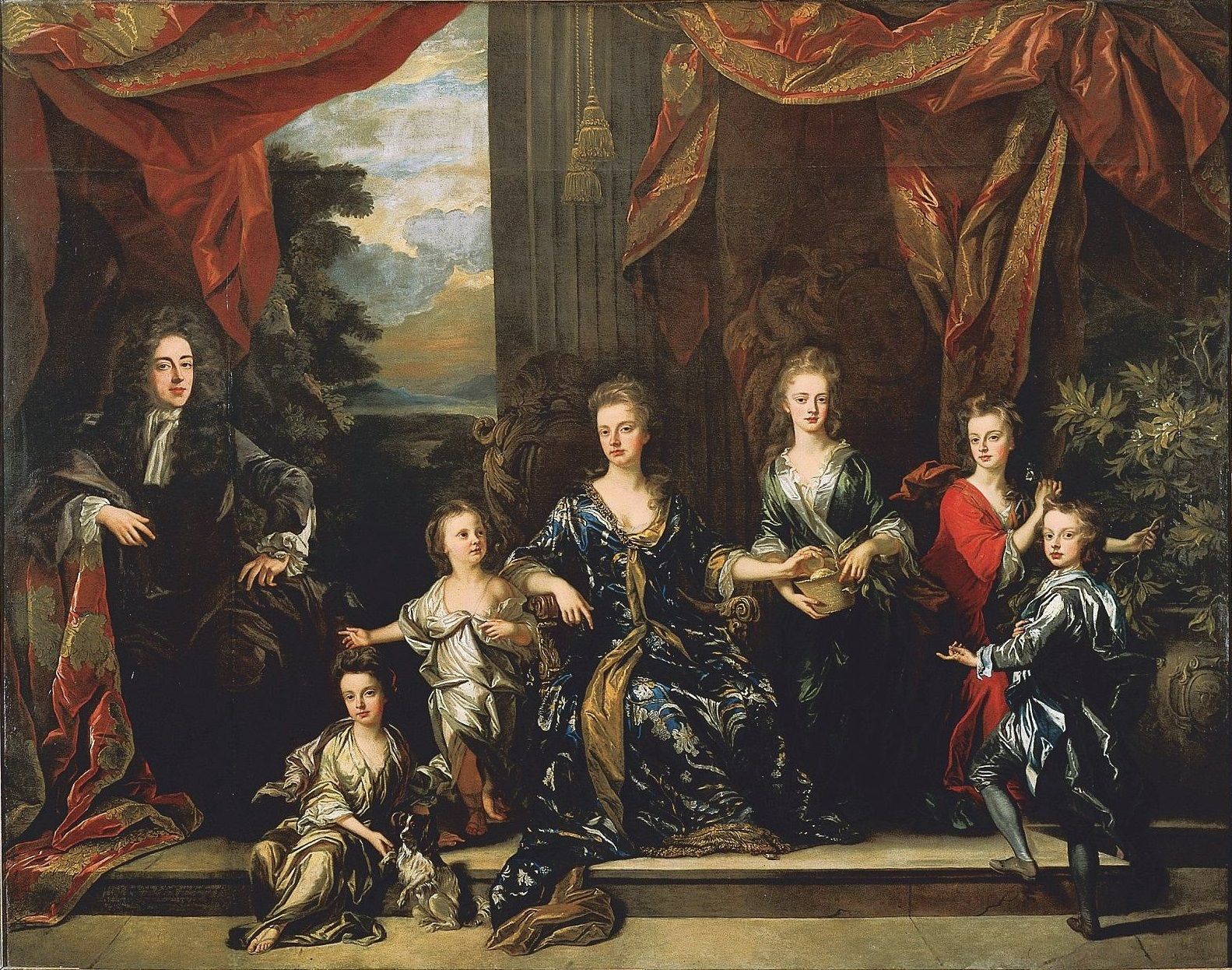
La famiglia dei duchi di Marlborough

Tornato in Inghilterra (1705), dovette far fronte alla difficile situazione creatasi a corte, dove l'influenza della moglie era in declino, e nel parlamento, dominato dal piccolo consiglio formato dai principali membri del partito whig capeggiati da John Somers. Si decise ad appoggiare questi ultimi, per la vigorosa politica di guerra da essi sostenuta: ma finì perciò con l'alienarsi le residue simpatie della regina Anna. Inoltre gli Olandesi, dopo la conquista (1706) di Bruges, Gand e Ostenda (nel maggio Marlborough aveva battuto abilmente François de Neufville de Villeroy a Ramillies), si dimostravano favorevoli alle proposte francesi di pace separata; i rapporti tra l'ambiguo duca e il governo inglese furono complicati dall'offerta, avanzatagli da parte dell'imperatore, del governo dei Paesi Bassi riconquistati alla Francia. Per di più, a corte, Robert Harley otteneva sempre più credito presso la regina.
Il prestigio personale del duca di Marlborough si risollevò ancora una volta durante la campagna del 1709, culminata nell'assedio di Lilla; al centro delle trattative di pace con la Francia, egli fu in grado di ostacolarle gravemente e infine, sembra, di condurle al fallimento. Così la guerra continuò con notevoli successi di Marlborough e del principe Eugenio. La battaglia di Malplaquet (11 settembre 1709), con i suoi effetti sanguinosi, rendeva necessario un nuovo sforzo bellico: Marlborough, allora, ritenne che il momento fosse adatto per richiedere la carica di comandante in capo a vita. Ma la resistenza di Anna e l'opposizione del nuovo parlamento, eletto nel 1710, impedirono la realizzazione dei suoi piani ambiziosi. Nel maggio 1711 vinse ancora il maresciallo Villars; ma questa volta i preliminari al trattato di Utrecht furono condotti dalle due parti con effettiva volontà di pace. Tornato in patria, il duca di Marlborough fu privato di tutti i pubblici uffici; lasciata l'Inghilterra, rimase ospite di varie corti tedesche fino alla morte della regina Anna. Poi, nuovamente in patria, fu reintegrato nei suoi onori dal nuovo re Giorgio I, ma non più ammesso al governo.
Con lui ebbe inizio la discendenza dei duchi di Marlborough, giunta fino ad oggi.

## Duchi di Marlborough

Stemma degli Spencer-Churchill duchi di Marlborough

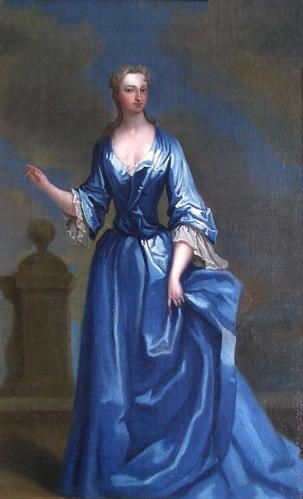
Henrietta, II duchessa di Marlborough

Dopo la morte del primo duca nel 1722 e la prematura morte del fratello John, marchese di Blandford, la successione al ducato toccò a Henrietta Churchill, II duchessa di Marlborough, sposata con Francis Godolphin, figlio dello statista e alleato politico dei genitori Sidney Godolphin. Henrietta non ebbe tuttavia eredi maschi e così la successione dei Marlborough passò al nipote primogenito Charles Spencer, figlio di sua sorella Anne e di Charles Spencer, III conte di Sunderland.

### Apogeo del partito patriottico

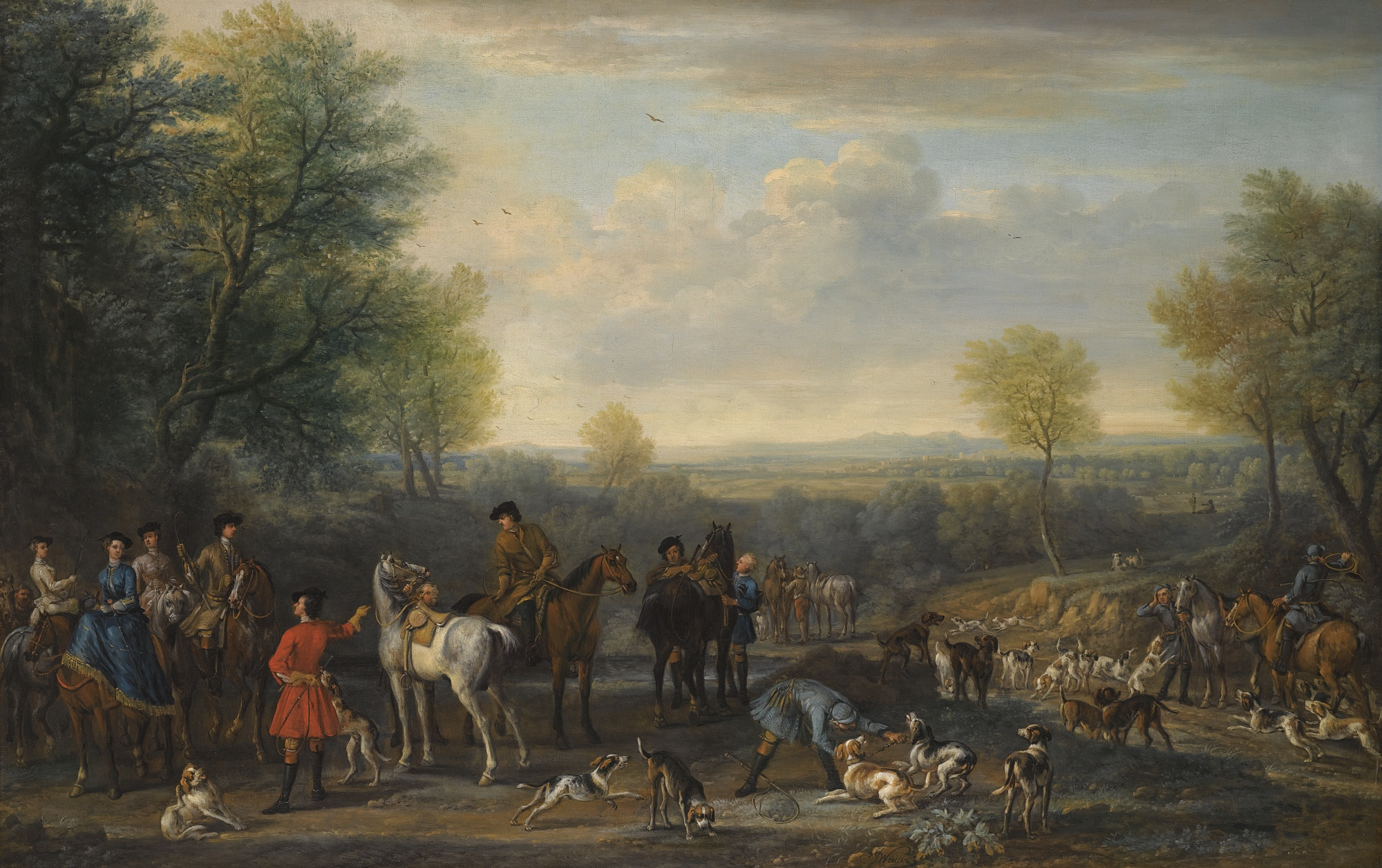
Il terzo duca di Marlborough con la moglie durante una battuta di caccia, ca. 1761

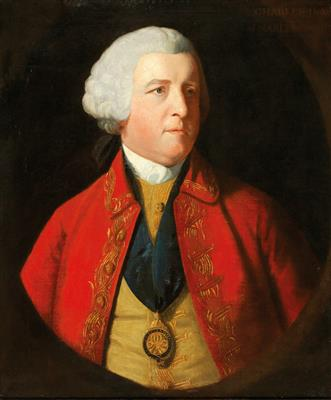
Ritratto del terzo duca di Marlborough

A partire dal XVIII secolo gli Spencer e i Churchill furono politicamente associati al Partito Whig: la duchessa di Marlborough Sarah Jennings finanziò con un cospicuo legato la carriera politica di William Pitt il Vecchio, imparentato con il primo duca di Marlborough; il nipote di quest'ultima, Charles Spencer, III duca di Marlborough, fu alleato politico di Pitt il Vecchio nel gruppo dei "Patriot Whigs"; ricoprì inoltre la carica di comandante dell'esercito (Master-General of the Ordnance) all'inizio della Guerra dei sette anni. Suo figlio, il IV duca di Marlborough, fu ministro nel governo di George Grenville, ma dopo di lui la linea ducale decadde politicamente e finanziariamente e non si risollevò fino VII duca, John Winston Spencer-Churchill.
In particolare, dal 1754 al 1765, nel corso dei due ministeri Newcastle e del ministero Grenville, si saldò l'alleanza tra gli Spencer di Marlborough e la famiglia Temple di Stowe, con essi lontanamente imparentata, che coagulò intorno a sé l'opposizione a Robert Walpole sotto la denominazione di "Partito Whig patriottico" (Patriot Whigs). I governi di quel periodo furono egemonizzati da personaggi legati alle due famiglie, come lo stesso Pitt, il duca di Newcastle (marito di una nipote del primo duca di Marlborough) o il conte di Granville, che fu uno degli artefici della caduta di Walpole e ininterrottamente ministro dal 1751 al 1763. Una figlia di questi, Georgiana Carteret, sposò John Spencer, parlamentare, nipote prediletto della duchessa di Marlborough e capostipite della seconda linea di Althorp, insignita con suo figlio del titolo comitale. Il periodo che va dalla caduta di Walpole nel 1742 al ministero Grenville, fu dunque lo zenit del potere politico della famiglia nel XVIII secolo dopo la morte del primo duca e il siluramento del ministero Sunderland nel 1721.
La politica di quello specifico gruppo politico-familiare si caratterizzò per un indirizzo fortemente assertivo nelle relazioni internazionali, provocando la caduta di Walpole per l'atteggiamento debole da questi mostrato nei confronti della Spagna e favorendo l'intervento britannico a fianco di Maria Teresa nella Guerra di successione austriaca contro la Francia. Successivamente, i governi di Pitt e Newcastle guidarono il paese nella vittoriosa conclusione della Guerra dei sette anni, che segnò la definitiva ascesa della Gran Bretagna a potenza imperiale.
Charles Spencer, III duca di Marlborough proseguì la tradizione militare di famiglia e alla Battaglia di Dettingen (1743) comandò una brigata con successo, ma subito dopo rassegnò le dimissioni in polemica con gli Hannover. In precedenza era stato politicamente avverso a Walpole, unendosi nel 1734 al Liberty Club, un gruppo parlamentare ostile al Primo Ministro, parte della più vasta fazione dei Patriot Whigs. Nel 1749 infine entrò nel governo come Lord Steward e nel Consiglio privato. Nel 1755 divenne anche Lord del sigillo privato e dal 1757 al 1758 ricoprì l'incarico di Master-General of the Ordnance (comandante dell'esercito e ministro della guerra) nel governo presieduto da un cugino, il duca di Newcastle, nel quale William Pitt il Vecchio, suo alleato politico, era Ministro degli Esteri e Presidente della Camera dei Comuni. Nel maggio del 1758, durante la Guerra dei Sette Anni Marlborough ottenne congiuntamente a Lord George Sackville il comando della spedizione navale diretta verso il porto bretone di Saint-Malo, con l'intento di distruggere il naviglio dei corsari francesi impiegati per intercettare le navi mercantili inglesi. La città risultò troppo fortificata e non venne attaccata, ma molte navi corsare vennero date alle fiamme prima del reimbarco. Successivamente, nello stesso anno, gli venne affidato il comando di un contingente britannico da sbarcare in Germania per ricongiungersi con le truppe alleate del principe Ferdinando di Brunswick-Wolfenbüttel. Marlborough sbarcò a Emden e guidò con successo l'operazione, ma non fu in grado di partecipare a nessun combattimento importante perché morì improvvisamente a Munster il 20 ottobre del 1758, probabilmente di dissenteria, anche se corsero voci di avvelenamento.
Oltre al suo successore George, il terzo duca ebbe altra progenie che si illustrò nella vita pubblica del Paese. Le sue due figlie, Diana ed Elizabeth, rispettivamente lady Bolingbroke e lady Pembroke, furono importanti dame di società del periodo georgiano. La prima fece scandalo per il divorzio dal marito, lord Bolingbroke, e si distinse anche come illustratrice e pittrice, stringendo amicizia con personalità come Edmund Burke e Charles James Fox; Elizabeth fu invece una dama in vista alla corte di Giorgio III dal quale era molto ammirata.
Tra i figli maschi cadetti si segnalarono lord Charles Spencer, che fu Maestro di zecca nel Ministero di tutti gli Ingegni, il governo di coalizione formatosi nel 1806 per fronteggiare la minaccia napoleonica. Suo figlio William Robert Spencer fu poeta di qualche fama, apprezzato da lord Byron e i suoi nipoti, Aubrey e George Spencer furono vescovi anglicani nelle Indie e nel Raj britannico. Il fratello di Charles, lord Robert Spencer, fu parlamentare di non grande rilievo e amico di Charles James Fox; nel 1802 incontrò a Parigi Napoleone, che gli espresse l'ammirazione per il duca di Marlborough, il grande condottiero suo antenato.

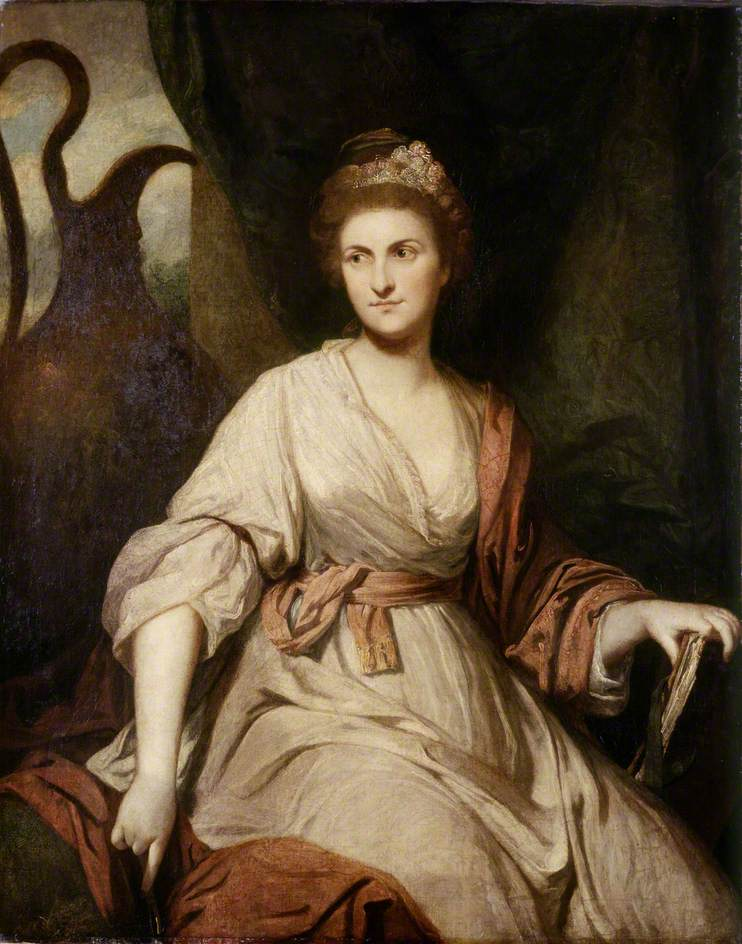
Lady Diana Spencer, viscontessa Bolingbroke, ritratta da Sir Joshua Reynolds 1763-64
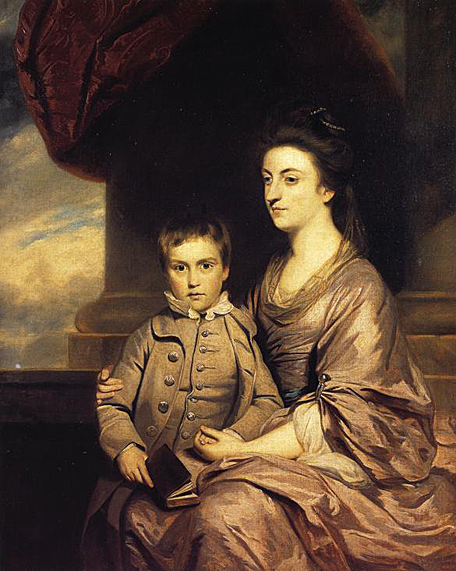
Elizabeth Spencer, contessa di Pembroke
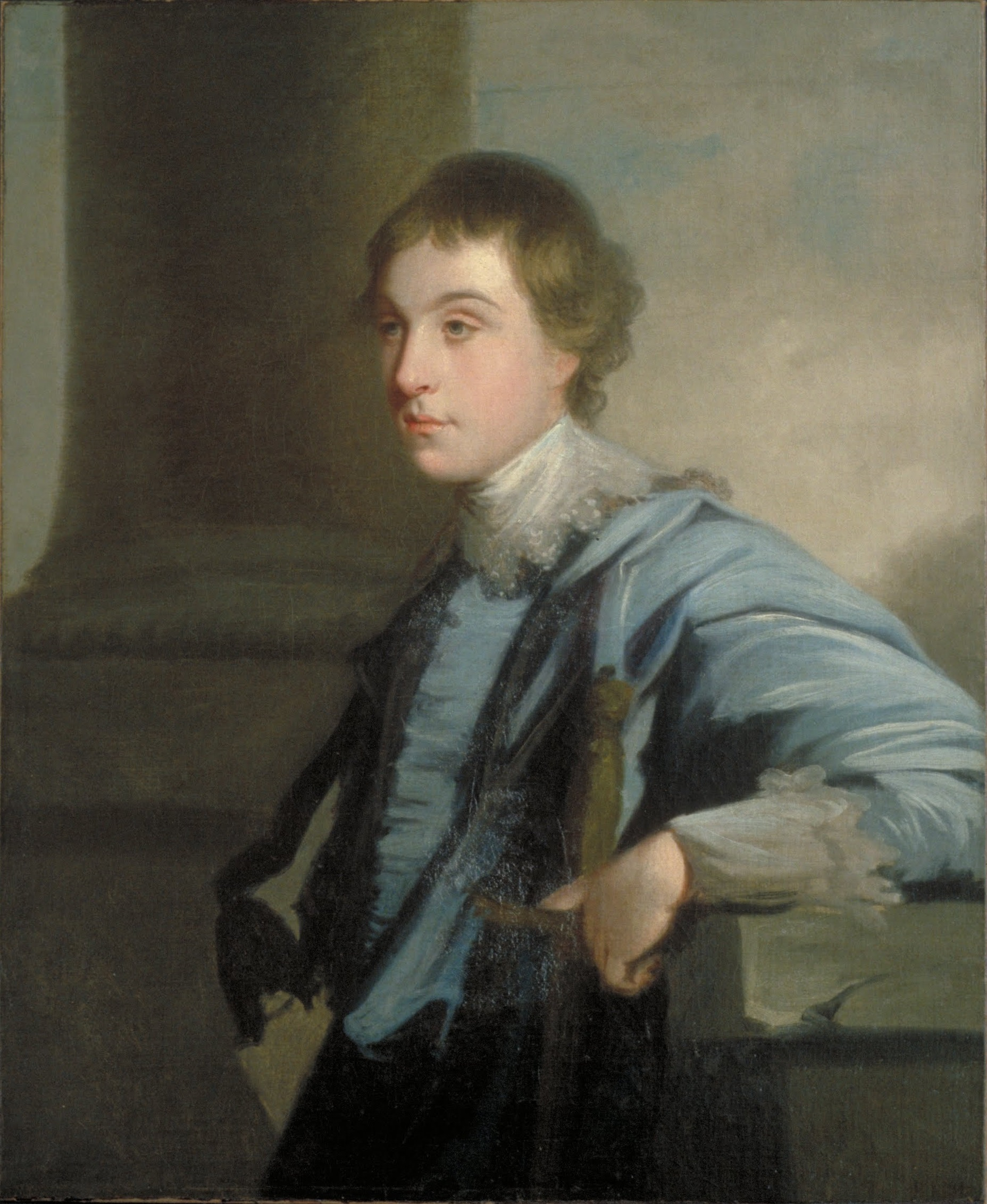
Lord Charles Spencer, ritratto da Joshua Reynolds
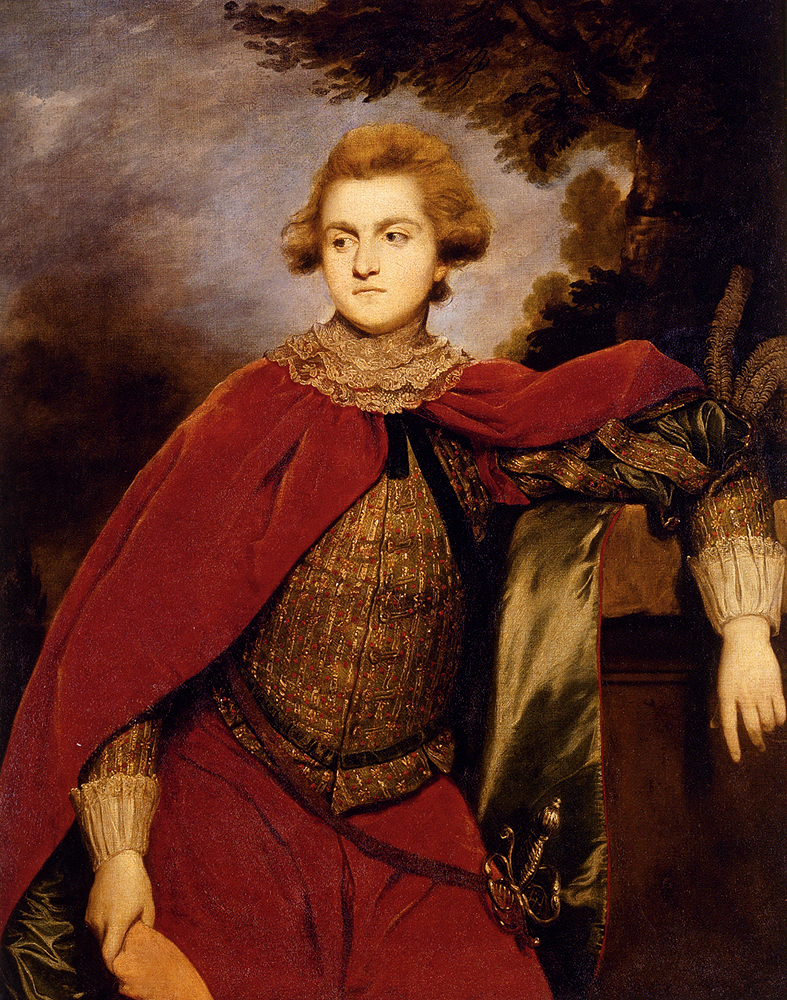
Lord Robert Spencer
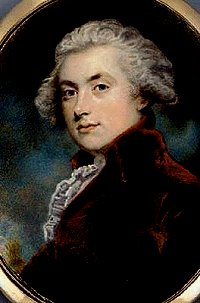
William Robert Spencer

### Decadenza

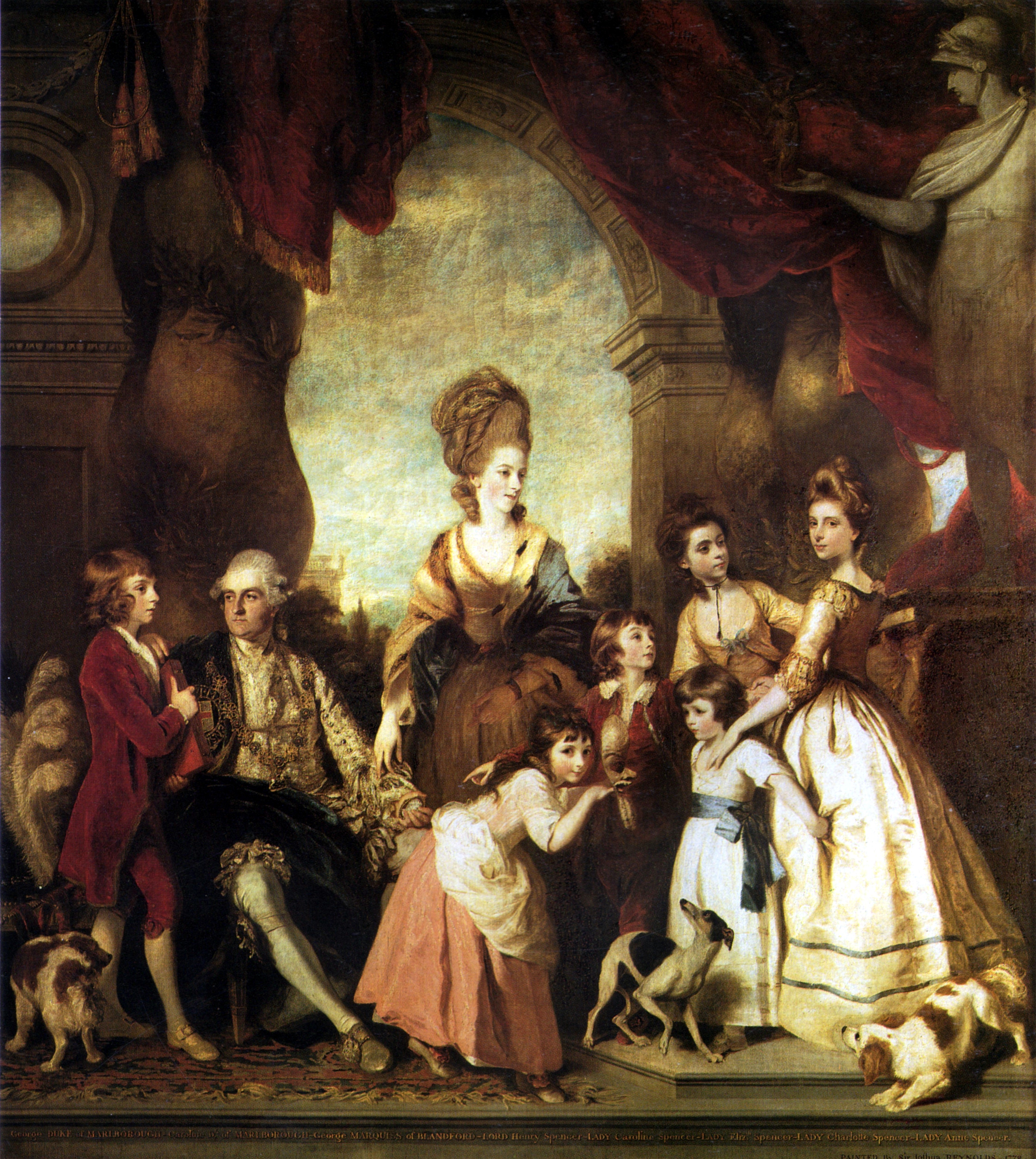
La famiglia del quarto duca di Marlborough, di Joshua Reynolds

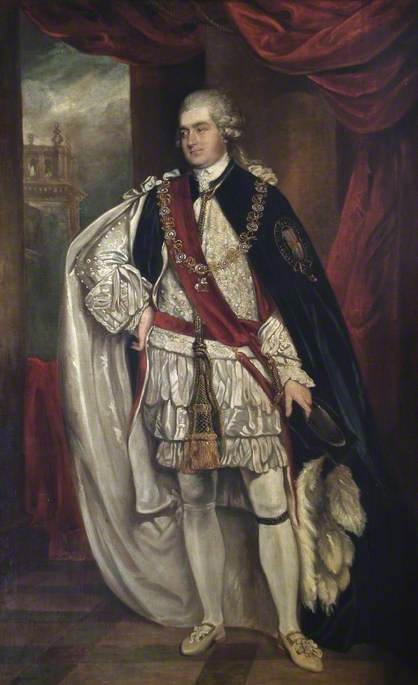
Ritratto del quarto duca di Marlborough

(William Manchester Churchill, l'ultimo leone. Vol. I 1874-1914: visioni di gloria pp. 100-101)

#### Declino dell'oligarchia ducale
George Spencer, IV duca di Marlborough, visse un'esistenza più ritirata rispetto a quella dei suoi avi, senza illustrarsi particolarmente nelle armi o nella vita pubblica. Dopo aver intrapreso anch'egli la carriera militare svolse attività politica ricoprendo l'incarico di Lord del sigillo privato nel governo Whig presieduto da George Grenville. Si trattò di un governo in continuità con la linea politica già espressa dai ministeri Pitt e Newcastle, nel quale il nerbo dei componenti era costituito dai Whigs della fazione "bedfordita", che faceva capo a John Russell, IV duca di Bedford, suocero di Marlborough. In seguito, dopo la caduta del ministero dovuta all'ostilità del nuovo re, Giorgio III, il duca non partecipò più attivamente alla vita politica, limitandosi a sostenere i fratelli o i figli quando richiesto, vivendo per il resto nella quiete della reggia dei Marlborough a Blenheim Palace. Una passione che coltivò assiduamente fu quella per l'astronomia: fece installare nel parco di Blenheim un osservatorio e mantenne una fitta corrispondenza in merito con il conte Hans Moritz von Bruhl. Per i suoi interessi scientifici divenne membro della Royal Society nel 1786. Fu anche un raffinato collezionista e nel 1762 acquistò dal conte veneziano Anton Maria Zanetti una serie di preziosi cammei che diventeranno poi note come Gemme Marlborough (Marlborough Gems). Il duca venne trovato morto nel suo letto a Blenheim il 29 gennaio 1817. Secondo quanto disposto ai tempi della bisnonna Sarah, alla sua morte Marlborough House tornò alla Corona.
Con l'avvento del nuovo re hannoveriano Giorgio III nel 1760 il potere dei Whigs della fazione dei Marlborough e dei Temple diminuì gradualmente, dato il favore del nuovo sovrano per i Tories. Nonostante alcuni brevi ministeri presieduti da Grenville e Chatham (William Pitt il Vecchio, ora conte di Chatham) dal 1763 al 1768, con il sostegno dei Whigs della fazione grenvillita e di quella bedfordita, che avevano già costituito il nerbo dei governi Pitt-Newcastle del decennio precedente, il potere delle correnti parlamentari familiari si esaurì di fronte all'ostilità del re. Ne discese la progressiva decadenza politica che interessò i Marlborough nei decenni successivi.
L'ultimo ministero a guida Spencer-Grenville-Temple fu il cosiddetto Ministero di tutti gli Ingegni (Ministry of all the Talents), un governo di coalizione formatosi nel 1806 e durato sino all'anno successivo sotto la guida del cugino di Pitt il Giovane e dopo la sua morte, William Grenville. In tale compagine trovarono posto il fratello del quarto duca, lord Charles Spencer, nella veste di Maestro di Zecca e il cugino lord George Spencer quale Ministro dell'Interno, al fine di garantire il supporto della famiglia al governo grenvillita.
Tra i figli cadetti del quarto duca si distinsero in particolare Henry John Spencer, parlamentare e diplomatico in Svezia e Prussia, morto giovanissimo ad appena 25 anni e suo fratello minore lord Francis Almeric Spencer, anch'egli parlamentare e creato barone Churchill nel 1815 e capostipite di una linea cadetta ancor oggi esistente.

#### Oblio politico

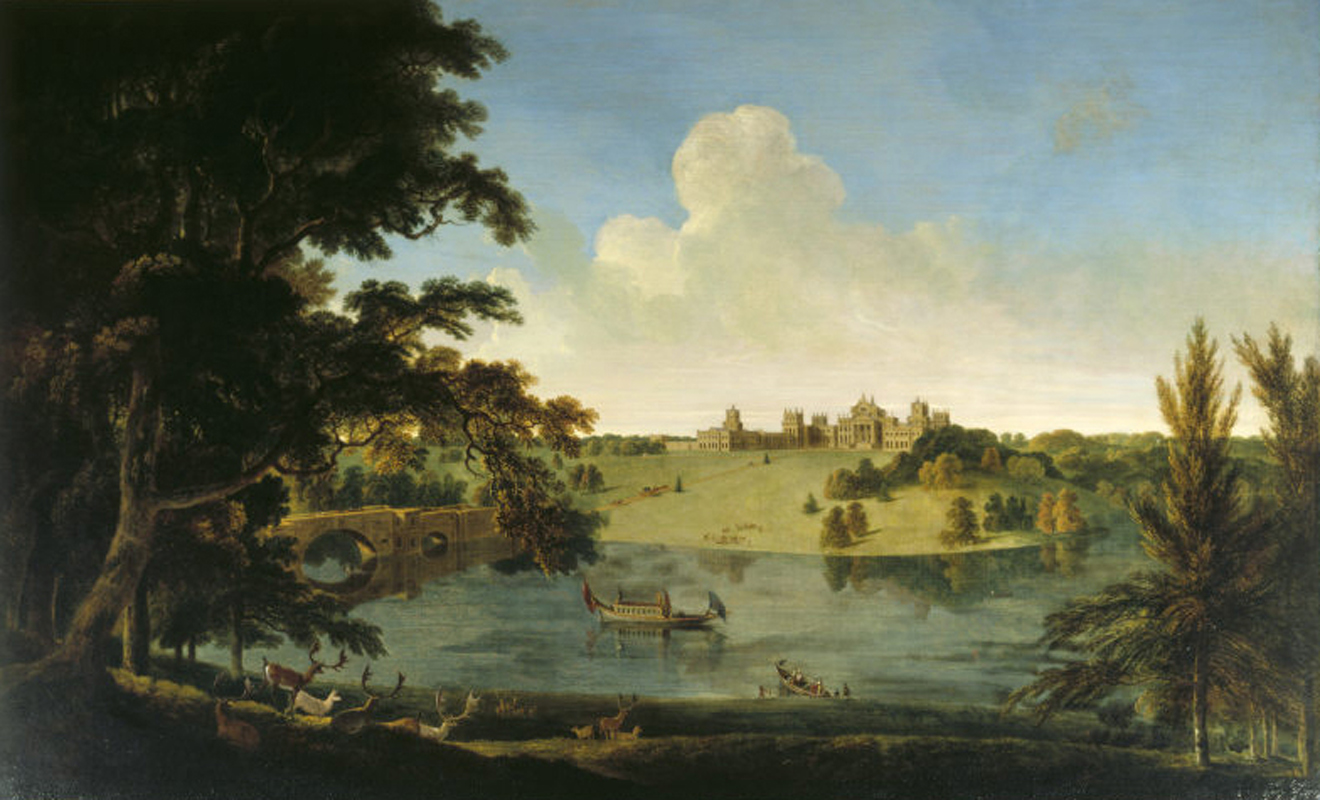
Blenheim Palace alla fine del XVIII secolo

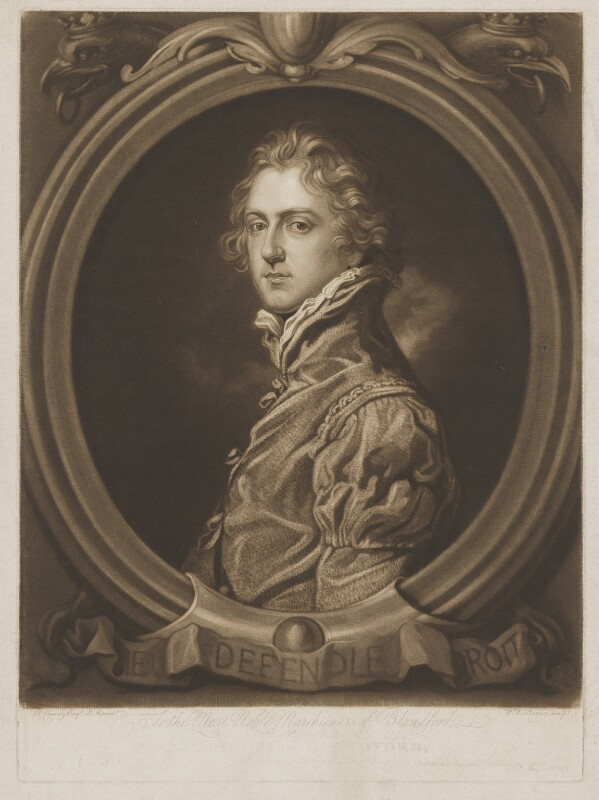
Incisione ritraente il quinto duca di Marlborough, George Spencer-Churchill

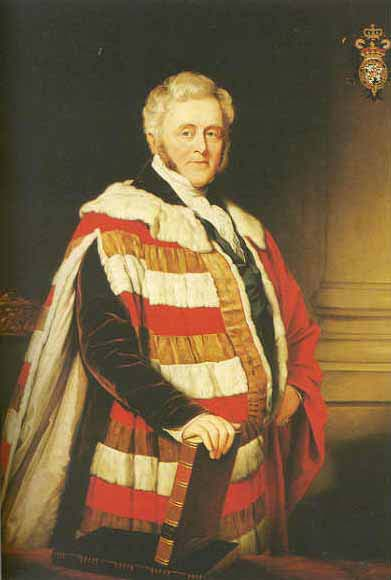
George, VI duca di Marlborough

Il quinto duca di Marlborough George Spencer-Churchill, figlio del suo predecessore, trascurò la politica, dedicandosi pressoché esclusivamente ad una dispendiosa attività collezionistica, che dissestò le finanze familiari. Sua grande passione era il collezionismo librario (un tratto in comune con il cugino Lord Spencer, che negli stessi anni ad Althorp allestì una delle più ricche biblioteche d'Europa). Residente dal 1798 a Whiteknights Park, vicino Reading, spese molto denaro per i giardini e la biblioteca, assicurandosi tra l'altro l'edizione a stampa del Decameron del 1471, opera del tipografo tedesco Christoph Valdarfer, acquistata dal Duca di Roxburghe, oltre al celebre "Messale Bedford", una manoscritto miniato degli inizi del XV secolo, oggi al British Museum. Queste vaste spese lo resero pesantemente indebitato, fatto che spinse Blandford a rientrare in Parlamento, probabilmente all'unico scopo di sfuggire ai creditori. 
Nel 1817, alla morte del padre, divenne il quinto duca di Marlborough alla morte del padre sei anni più tardi. Nella stessa occasione ottenne il diritto, per sé e per i suoi discendenti, di usare il doppio cognome "Spencer-Churchill", in memoria della discendenza dal vincitore di Blenheim. Tuttavia gli ultimi anni del duca furono tristi: oberato dai debiti, fu costretto a vendere molti dei tesori antiquari che aveva accumulato negli anni precedenti, riducendosi a vivere con una pensione annua che la regina Anna aveva concesso al suo avo Marlborough un secolo prima. Confortato unicamente dalla compagnia del gaudente Principe di Galles, cui l'eccentricità di Marlborough non era affatto sgradita, e della storica amante Matilda Glover, alla quale dava lezioni di canto, George Spencer-Churchill morì infine il 5 marzo 1840. In riconoscimento della sua passione per il collezionismo di antichità, nel 1803 era divenuto membro della Society of Antiquaries of London (F.S.A.).
Il quinto duca ebbe innumerevoli figli naturali da varie amanti. Tra i figli legittimi avuta dalla moglie lady Susan Stewart, oltre al primogenito e successore George, si segnalò Charles Spencer-Churchill, che combatté nelle Guerre napoleoniche partecipando alla campagna peninsulare e alla successiva invasione della Francia sotto il comando del duca di Wellington. Entrato in Parlamento nel 1818 in due successive elezioni rimase ancor più indebitato, per questo non si ricandidò più due anni dopo. Rimasto fuori dalla Camera, per far fronte ai creditori si spostò, come già il padre, verso i Tories di Lord Liverpool. Nell'agosto del 1827 si sposò con Ethlered Catherine Bennet, figlia di una parlamentare del Wiltshire, John Bennet. Riuscì infine a rientrare in Parlamento con il fratello nel 1830, schierandosi all'opposizione contro l'emancipazione dei cattolici. Ritornò alla Camera nel 1835, dopo la Riforma del 1832, cui si era opposto, per il seggio di Woodstock, ma fu sconfitto due anni più tardi. Rimasto vedovo nel 1839 morì infine l'anno seguente.
Ebbe cinque figli tra cui si segnalarono Charles Henry Spencer-Churchill, militare che combatté nella Guerra di Crimea, venendo decorato, e John Kemys Spencer-Churchill, che fu amministratore coloniale nelle Indie occidentali britanniche.

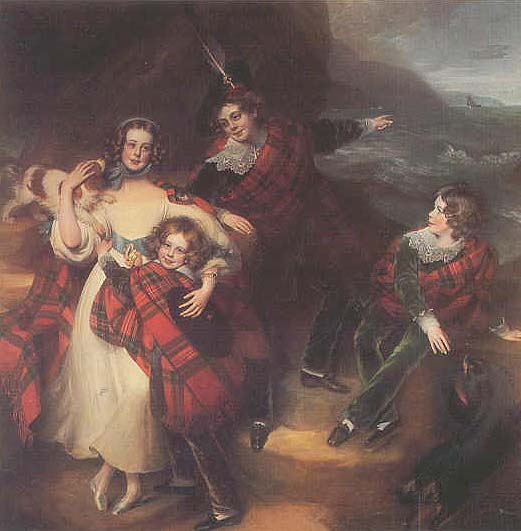
I figli di primo letto del duca. Da sinistra: Alan, Louisa, John Winston e Alfred. Indossano il tartan degli Stewart di Galloway, la famiglia materna

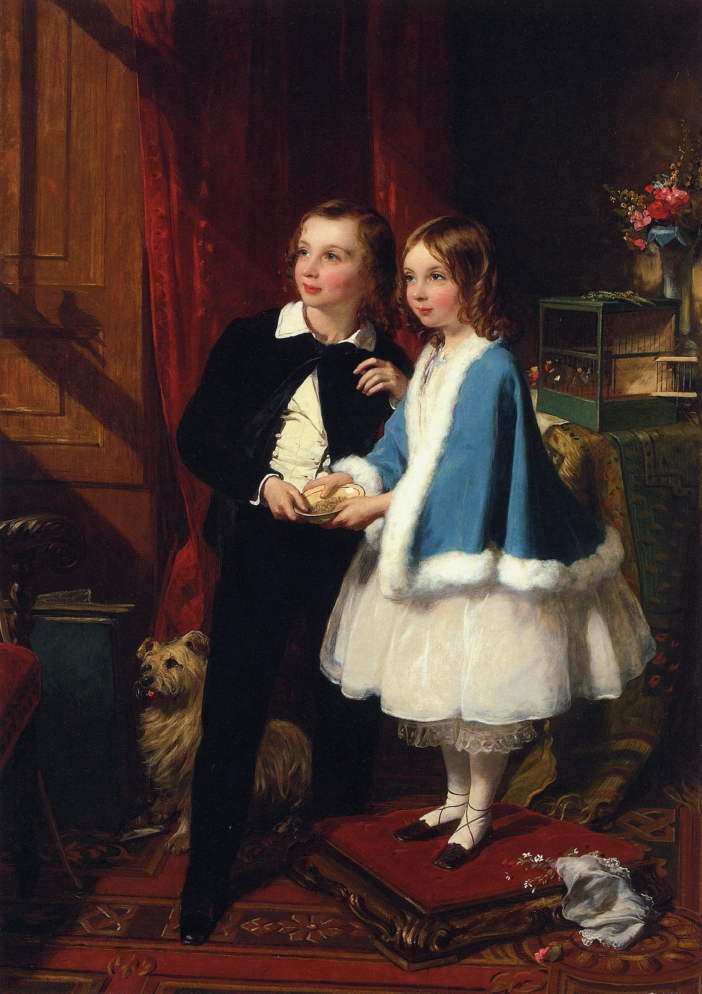
lord Almeric e lady Clementina Spencer-Churchill, figli di seconde nozze del duca

Il sesto duca, anch'egli chiamato George, nato nel 1793, fu considerato in gioventù un ragazzo di belle speranze, ma ben presto si mise in mostra per la sua eccentricità. Il cugino George Agar Ellis lo descrisse come "ubriacone, ostinato, indolente, irascibile e animato da doppiezza". Con l'aiuto del fratello Charles, travestito da prete, inscenò un finto matrimonio con Susannah Law, appena diciassettenne, con la quale andò a convivere a Londra sotto il falso nome di capitano Law. Entrato in Parlamento nel 1818, dopo un iniziale schieramento con i Whigs, si avvicinò ai Tories di lord Liverpool, allora al governo. Il padre Marlborough, come al solito senza un soldo, pensò allora di approfittarne per richiedere a Liverpool un'esenzione dalle tasse dell'ufficio delle poste di Woodstock, in modo da poterne percepire integralmente i proventi. Nel 1825 Blandford rientrò quindi in Parlamento per il seggio familiare di Woodstock in coppia con il cugino lord Ashley con un programma High Tory, in particolare incentrato sull'opposizione all'emancipazione dei cattolici. Votò quindi contro il Catholic Relief Bill il 6 marzo 1827; alla caduta di Liverpool il duca di Marlborough, suo padre, sostenne il nuovo primo ministro George Canning, un Tory moderato, mentre Blandford si schierò all'opposizione. 
Non riuscì mai a riunire intorno a sé un consenso significativo. Il 18 febbraio 1830 presentò in Parlamento il suo progetto di riforma elettorale, che conteneva varie proposte molto avanzate: trasferimento di voti ai centri più popolosi, abolizione dei borghi putridi, stipendio per i parlamentari ed estensione del voto a tutti i proprietari di case adulti. Il programma incassò il sostegno di vari riformatori alla Camera come Henry Brougham, il cugino lord Althorp, John Cam Hobhouse e lord John Russell, anch'egli suo parente. Tuttavia, malgrado il supporto significativo alla sua mozione, Blandford fece un discorso confuso e approssimativo e la Camera respinse la sua proposta con una netta maggioranza.
Gli ultimi anni di vita del duca furono tristi: la terza moglie chiese il divorzio e la custodia dei figli, accusando il marito di adulterio con una domestica, Sarah Licence. Gravemente malato di gotta, trascorse gli ultimi anni su una sedia a rotelle, morendo infine nel luglio 1857 a 63 anni. Lasciò magre sostanze ai figli e nulla alla moglie, ma non trascurò un legato per l'amante Sarah. Il sesto duca ebbe un totale di sette figli legittimi da tre diversi matrimoni, oltre a duna figlia dall'amante Susannah Law, che fu cresciuta da una lontana parente di Althorp, lady Bessborough e, successivamente, dopo la morte di questa, dalla figlia Caroline Lamb e da suo marito lord Melbourne, il futuro primo ministro.
Tra i figli del sesto duca di Marlborough figura anche lord Alan Spencer-Churchill, il quale destò scalpore in famiglia perché, una volta lasciato l'esercito, non si interessò alla carriera politica, ma preferì darsi agli affari. Associatosi con Peter Rolt, mercante e parlamentare di Greenwich, questi lo proiettò nella direzione di varie compagnie commerciali, soprattutto nel campo della navigazione e del turismo.

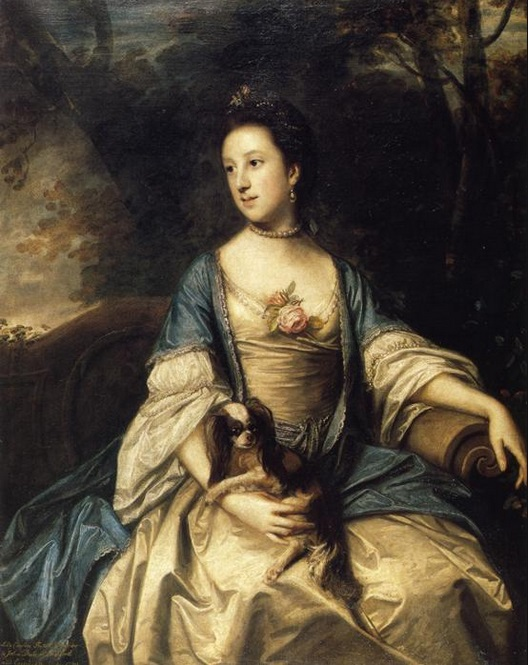
Caroline Russell, duchessa di Marlborough
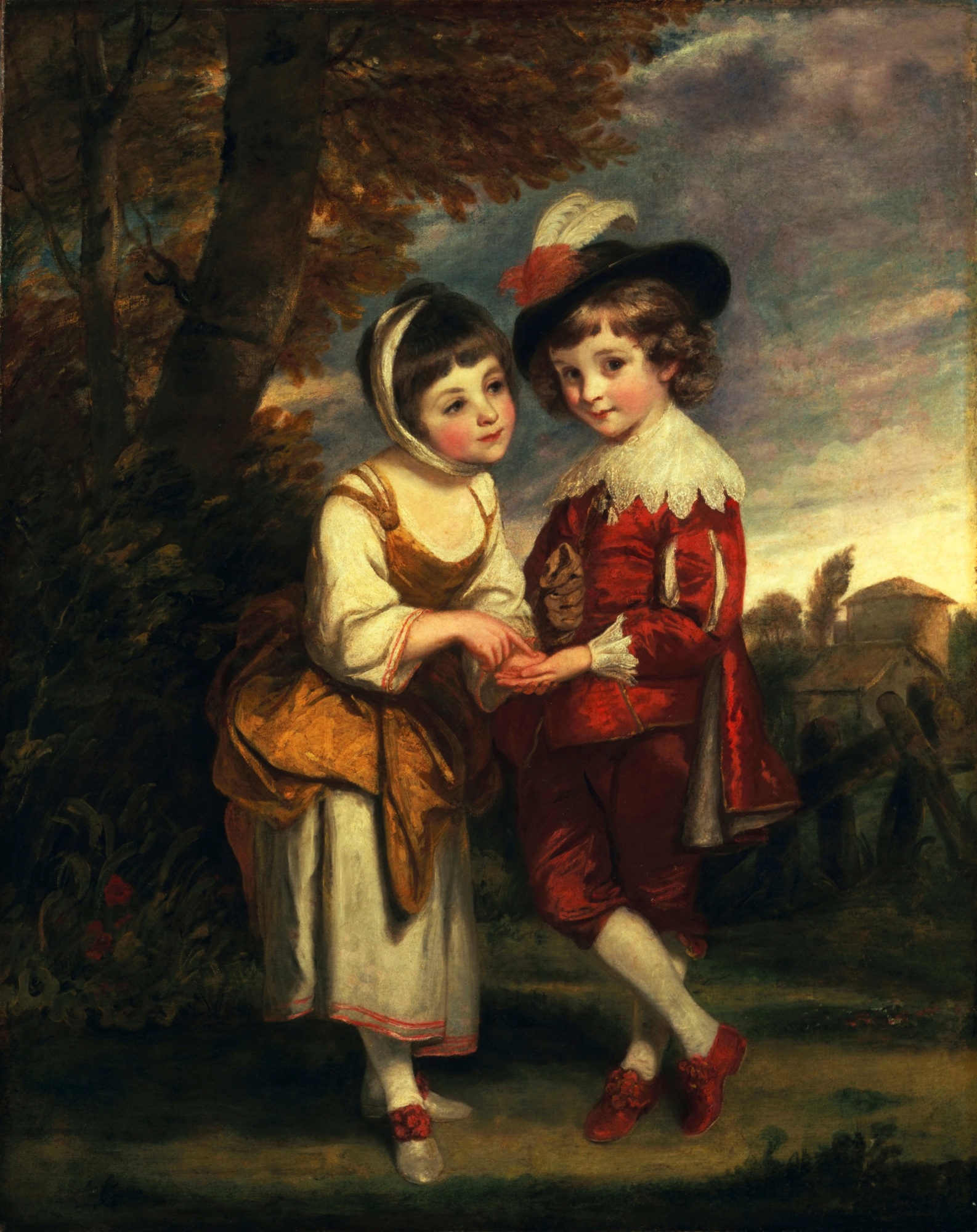
Henry John Spencer e la sorella lady Charlotte bambini, ritratti da Joshua Reynolds
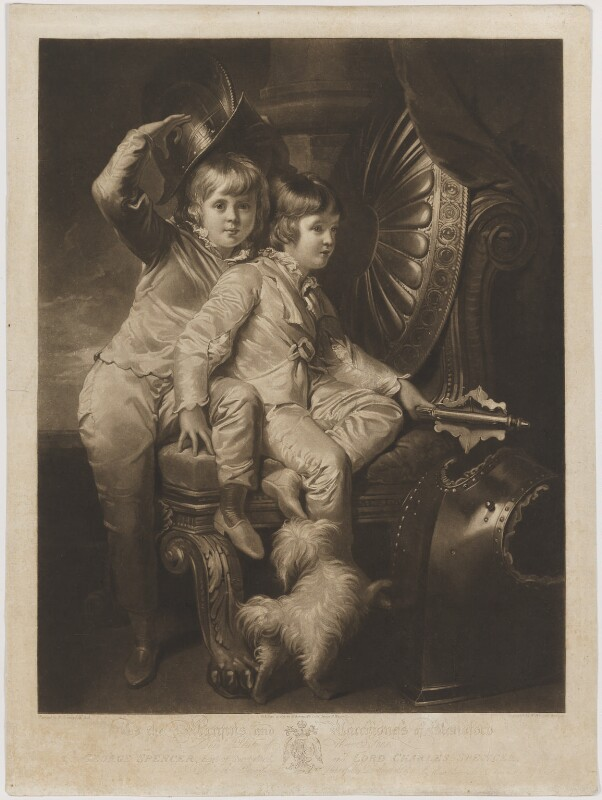
Litografia rappresentante Charles Spencer-Churchill con il fratello maggiore George, conte di Sunderland
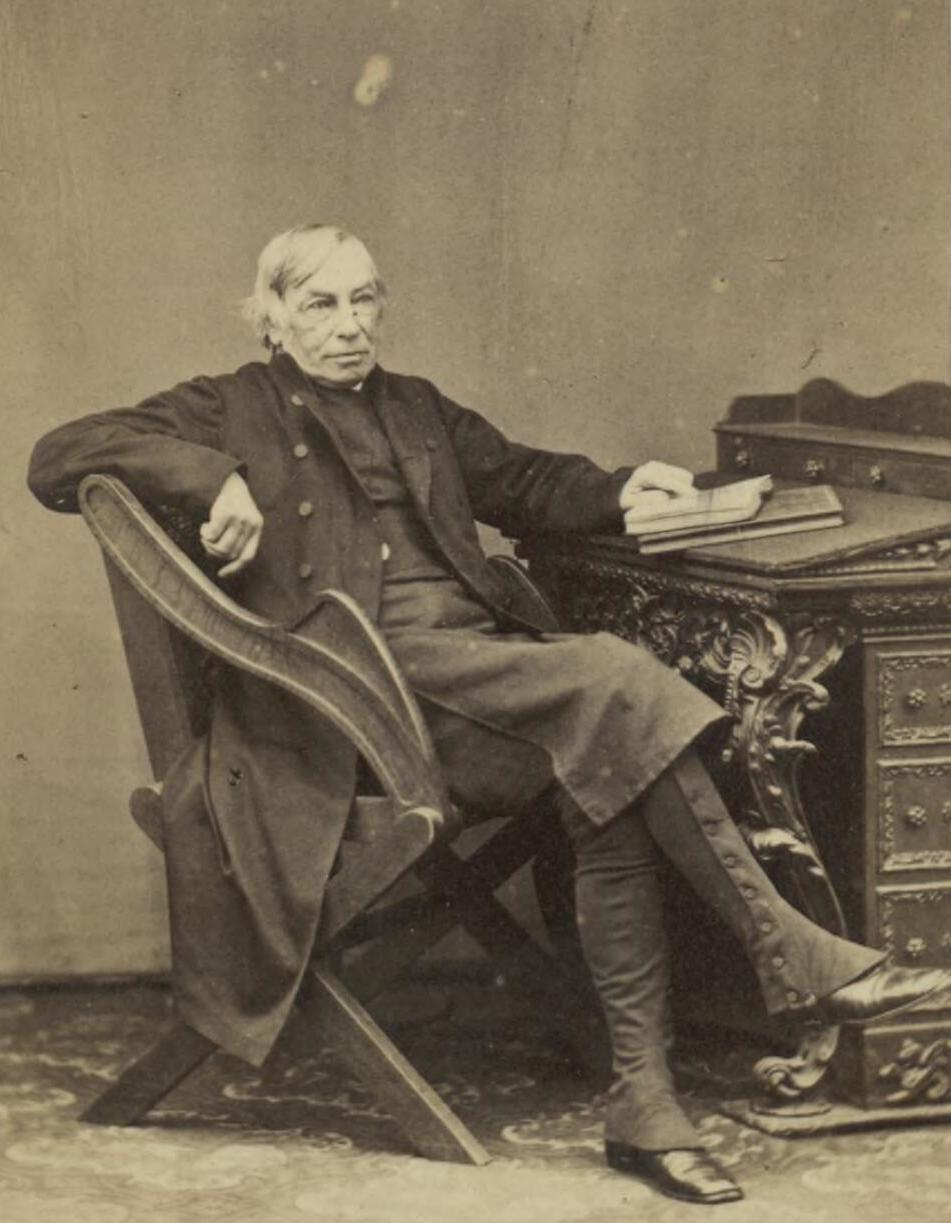
Aubrey Spencer, vescovo anglicano di Newfoudland, Bermuda e Giamaica
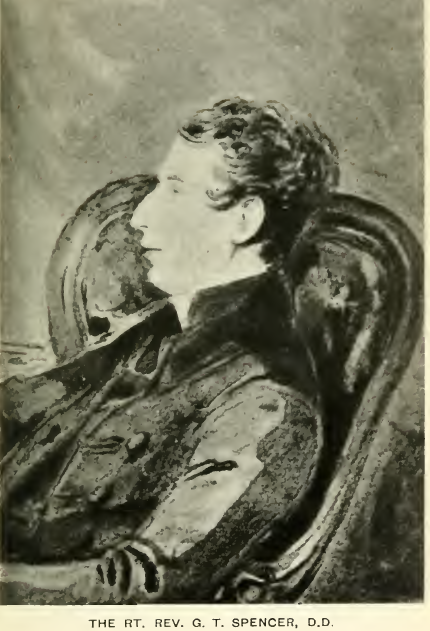
George Spencer, vescovo di Madras
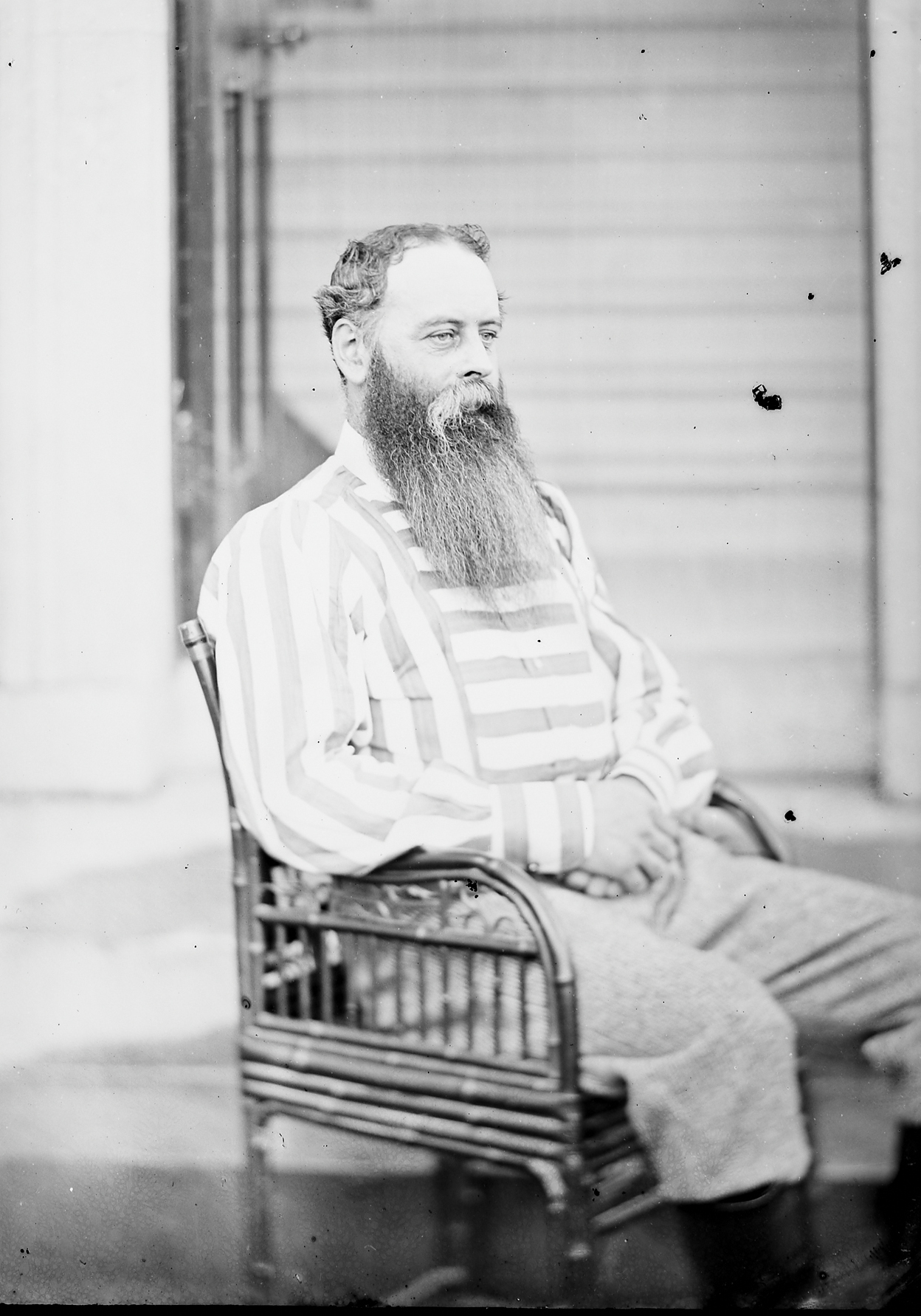
Lord Alan Spencer-Churchill

Nel 1840 il palazzo di Blenheim, monumento nazionale, fu posto con legge del Parlamento sotto tutela, per evitarne la decadenza e la spoliazione dovuta alle precarie condizioni finanziarie della famiglia. Venne anche istituito un trust a salvaguardia dei beni ducali, composto dallo stesso duca di Marlborough e da alcuni suoi stretti parenti come fiduciari, come il conte di Shaftesbury, il ministro dell'Interno (Home Secretary) sir James Graham e l'avvocato William Whateley.
Nel corso del XIX secolo, nonostante il declino del prestigio dei Churchill, la residenza di Blenheim Palace rimase comunque uno dei centri pulsanti della vita politica dell'Impero. Il quinto duca, sopra ricordato, vi ospitò l'ambasciatore francese Jules de Polignac. Qui nel 1861 il Cancelliere dello Scacchiere William Ewart Gladstone incontrò l'agitatore sudista James Spence in vista di un possibile intervento britannico nella Guerra di secessione americana in seguito all'Incidente del Trent; i contenuti del colloquio sono rimasti segreti. Nel 1871, poco dopo la nascita dell'Impero tedesco, il settimo duca di Marlborough ospitò il principe ereditario di Germania Federico, mentre nel 1901 fu la volta del nipote, il Kronprinz Guglielmo.

### Rinascita

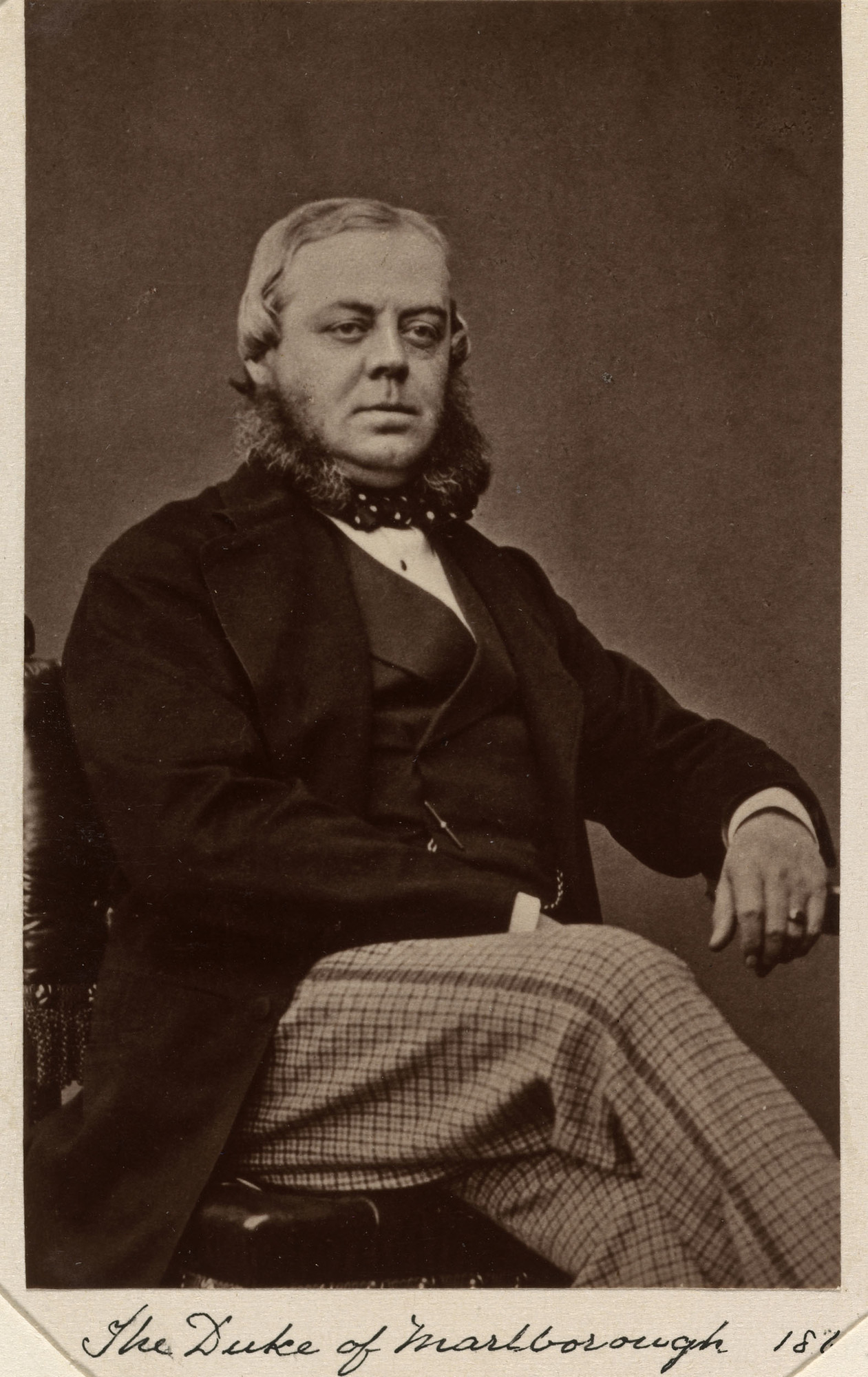
John Winston Spencer-Churchill, VII duca di Marlborough

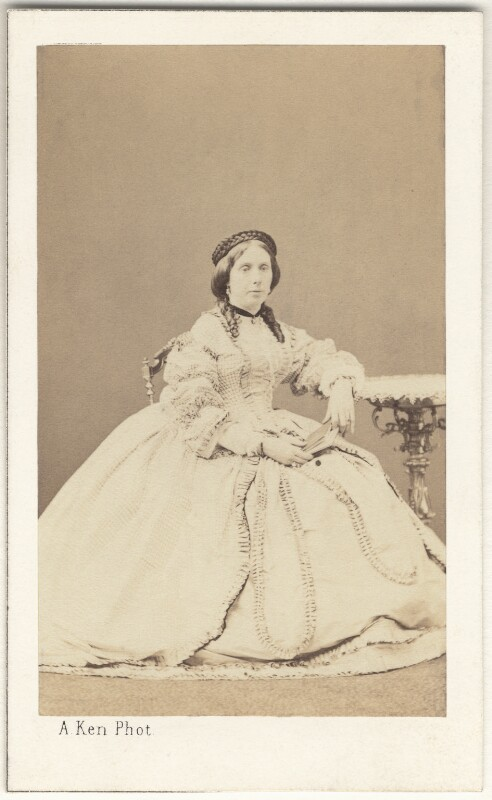
la duchessa di Marlborough

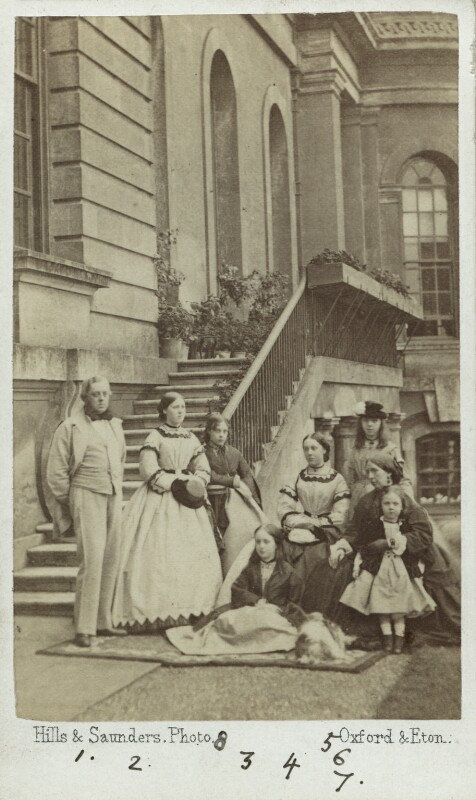
Il duca con la famiglia nel 1864 a Blenheim Palace

Il settimo duca di Marlborough, John Winston Spencer-Churchill, fu colui che restaurò il prestigio del suo casato. Egli era il figlio maggiore di George, VI duca di Marlborough e della sua prima moglie, Lady Jane Stewart, figlia di George Stewart, VIII conte di Galloway. Nacque a Garboldisham Hall, Norfolk, il 2 giugno 1822. Fu educato a Eton dal 1835 al 1838 e all'Oriel College di Oxford. Iniziò la sua carriera pubblica come tenente della milizia territoriale ("yeomanry") dell'Oxfordshire nel 1843, e prese il suo posto nella Camera dei Comuni come membro conservatore per Woodstock il 22 aprile 1844 (con il titolo di Marchese di Blandford). 
Fu Lord sovrintendente della Casa Reale nel luglio 1866, consigliere privato il 10 luglio e Lord presidente del Consiglio dall'8 marzo 1867 al dicembre 1868, nel governo conservatore di lord Derby e, successivamente, in quello presieduto da Benjamin Disraeli. Tra i maggiorenti tory Marlborough fu sempre il maggior sostenitore di Disraeli, del quale divenne intimo amico. Nel 1874, alla formazione del secondo gabinetto da questi presieduto, gli venne offerto il vicereame dell'Irlanda, ma il duca rifiutò. Il 28 novembre 1876 succedette tuttavia al Duca di Abercorn come luogotenente, incarico che lasciò al momento delle dimissioni del ministero Beaconsfield (Disraeli, ora nominato conte di Beaconsfield dalla regina Vittoria dopo il Congresso di Berlino) nel maggio 1880. Nonostante fosse riuscito a ripristinare il prestigio del suo casato, compromesso dal padre e dal nonno, il VII duca di Marlborough fu comunque sempre attanagliato dalle difficoltà finanziarie, che lo costrinsero a svuotare Blenheim Palace dei suoi immensi tesori. Nel 1875 il duca vendette il Matrimonio di Amore e Psiche assieme alle famose gemme dei Marlborough all'asta per 10.000 sterline. Anche questo ad ogni modo non bastò a salvare le sorti della famiglia ed ancora una volta Blenheim fu dilapidata nella sua biblioteca. La sua ultima apparizione pubblica avvenne il 28 giugno 1883, quando tenne un intervento in opposizione alla terza lettura del progetto di legge sulle vedove. Aveva sposato, il 12 luglio 1843, lady Frances Anne Emily Vane Tempest, figlia maggiore di Charles Stewart, III marchese di Londonderry, ambasciatore britannico nell'Impero austriaco e fratello di lord Castlereagh, plenipotenziario britannico al Congresso di Vienna. Dal matrimonio nacquero undici figli, tra i quali lord Randolph Churchill, insigne uomo politico conservatore, che fu il padre di Winston Churchill.

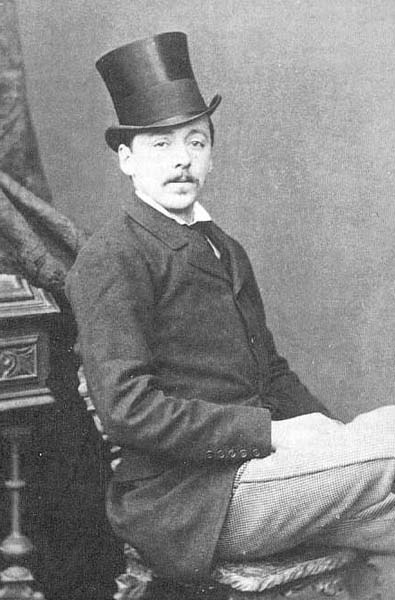
George Spencer-Churchill, VIII duca di Marlborough

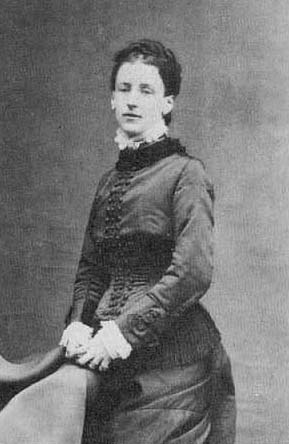
Albertha, duchessa di Marlborough

Alla morte del VII duca, nel 1883, gli successe il figlio, George Spencer-Churchill, VIII duca di Marlborough. Questi aveva inizialmente intrapreso la carriera militare, come da tradizione di famiglia. Nel 1863 ottenne il grado di Luogotenente del reggimento delle Royal Horse Guards. Fu iniziato in Massoneria nel gennaio del 1871 a Londra, insieme al fratello minore lord Randolph, presso la Churchill Lodge, intitolata ad un suo antenato, eminente massone, lord Henry John Spencer-Churchill (1797-1840)
Politicamente fu scarsamente attivo. Di lui sono conservati 39 interventi alla House of Lords negli anni 1884-1890, principalmente su temi di politica interna ed economica, come la riforma fondiaria e delle compagnie telegrafiche, ma anche sulla riforma elettorale e su temi di politica estera, coma la Questione d'oriente.
L'ottavo duca sposò, l'8 novembre 1869, Lady Albertha Frances Anne Hamilton, figlia di James Hamilton, I duca di Abercorn, politico e diplomatico in vista alla Corte vittoriana, e di lady Louisa Jane Russell, figlia di John Russell, VI duca di Bedford, nonché sorella di John Russell, I conte Russell, Primo ministro del Regno Unito dal 1846 al 1852 e nuovamente dal 1865 al 1866. La duchessa fu scortesemente descritta dalla suocera come "stupida, pia e ottusa". Ebbero quattro figli.
Il matrimonio fu infelice e il marito era noto per la sua infedeltà. La coppia divorziò il 20 novembre 1883, poco dopo che Blandford ebbe ereditato il ducato alla morte di suo padre. Mentre era sposato con Albertha, il duca ebbe un figlio illegittimo, più tardi conosciuto come Guy Bertrand (4 novembre 1881), da Edith Peers-Williams (morta nel 1897), che era ancora sposata con Heneage Finch, VII conte di Aylesford (1849-1885). Lo scandalo indusse la regina Vittoria ad esiliare l'intera famiglia Marlborough dalla Corte. Per questo il duca venne nominato Lord luogotenente d'Irlanda e si trasferì a Dublino, insieme ai propri familiari.
Sposò in seconde nozze (Jane) Lilian Warren Price, vedova di Louis Carré Hamersley, un miliardario di New York, e figlia di Cicero Price. Da questa unione non nacquero figli. Il duca di Marlborough morì il 9 novembre 1892, a 48 anni a Blenheim Palace; gli successe il suo unico figlio legittimo, nato dal primo matrimonio, Charles, marchese di Blandford.

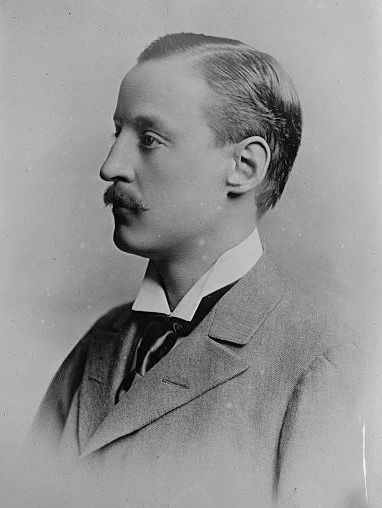
Ritratto fotografico del nono duca di Marlborough

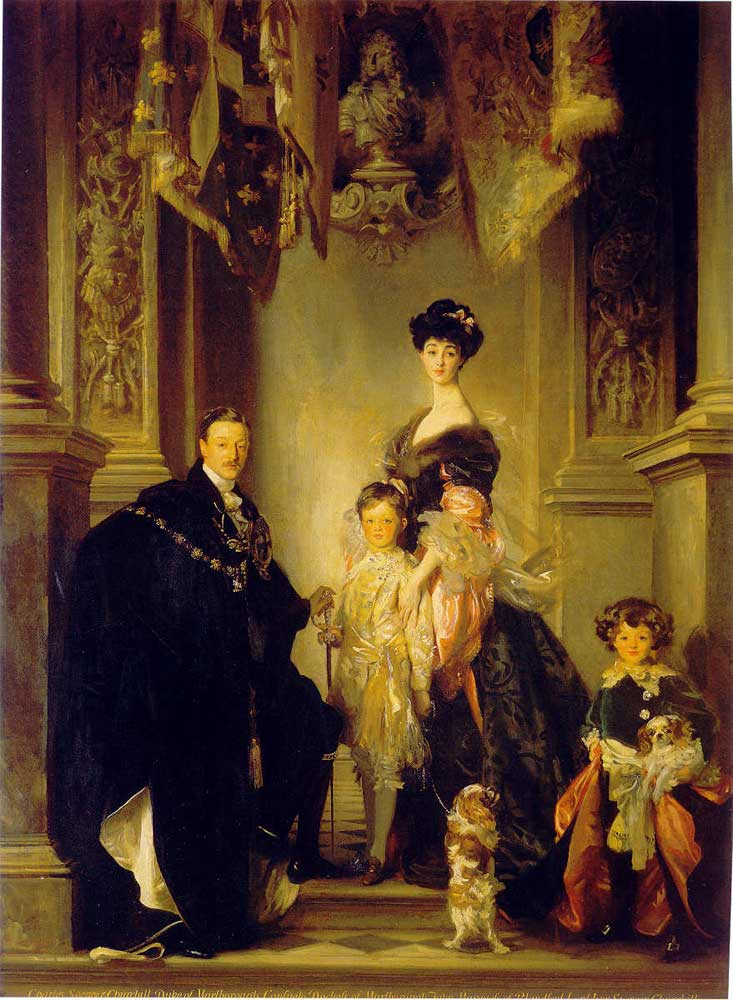
La famiglia del duca di Marlborough ritratta da John Singer Sargent

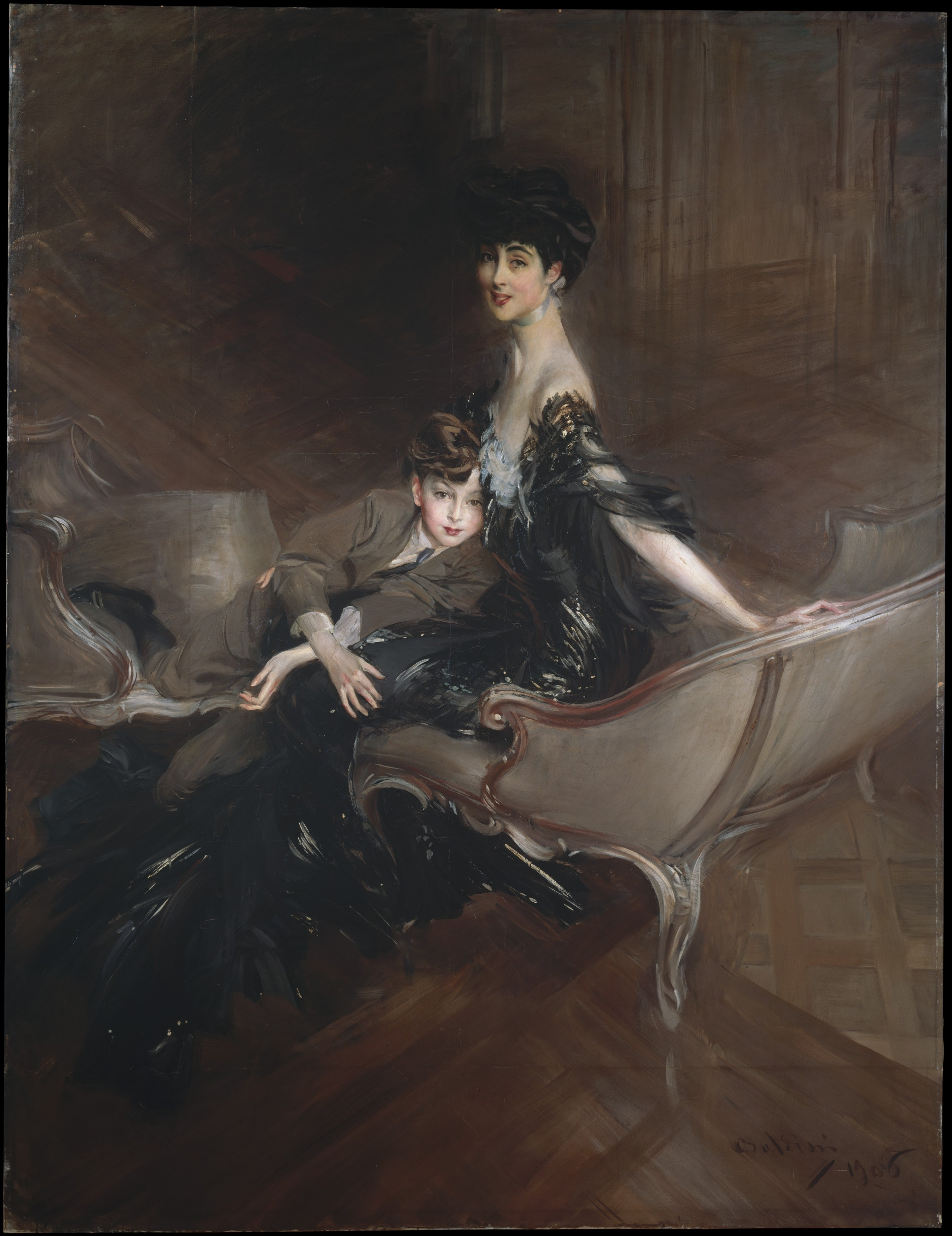
Consuelo Vanderbilt con il figlio Ivor, ritratta da Giovanni Boldini

Quest'ultimo successe al padre quale nono duca di Marlborough. Nato a Simla, in India, intraprese come da tradizione di famiglia la carriera militare e politica. Nel 1899 fu nominato Paymaster General da Lord Salisbury, incarico che ricoprì fino al 1902, e poi fu Sottosegretario di Stato per le Colonie con Arthur Balfour, tra il 1903 e il 1905. Entrò quindi a far parte del Consiglio privato di sua maestà nel 1899.. Durante la prima guerra mondiale, fu nel Consiglio dell'Agricoltura e della pesca tra il 1917 e il 1918 nella coalizione di governo di David Lloyd George. Fece il suo ultimo discorso alla Camera dei Lord nel dicembre del 1931.. Nel 1902 fu anche Lord grande intendente all'incoronazione di Edoardo VII e fu investito Cavaliere della Giarrettiera il 30 maggio dello stesso anno.
Nominato tenente dei Queen's Own Oxfordshire Hussars, il tradizionale reggimento della sua famiglia, nel 1897, combatté in Sudafrica nel corso della seconda guerra boera. Fu menzionato nei dispacci e promosso maggiore il 7 dicembre 1901. Dopo la formazione dell'esercito territoriale, nel 1908 fu nominato colonnello onorario del III battaglione (riserva speciale) dell'Oxfordshire e della fanteria leggera del Buckinghamshire. Fu promosso tenente colonnello del suo reggimento di riserva nel 1910, prestando servizio fino al 1914. Nel 1913 gli fu assegnata la Territorial Decoration (TD). Ritornò al servizio attivo durante la prima guerra mondiale, quando prestò servizio come tenente colonnello nello stato maggiore in Francia.
Marlborough si sposò due volte. La prima moglie fu l'ereditiera americana Consuelo Vanderbilt che egli sposò nella Chiesa di S.Tommaso a New York il 6 novembre 1895. Fu un matrimonio di puro interesse, e la coppia divorziò nel 1921. Dalla prima moglie il duca ebbe due figli, John Albert William Spencer-Churchill poi X duca di Marlborough e Lord Ivor Spencer-Churchill. Dopo il suo divorzio il duca si risposò nuovamente con l'ex amica di Consuelo, Gladys Deacon, un'altra americana, figlia di Edward Parker Deacon e di Florence Baldwin. Il loro matrimonio senza eredi si rivelò tuttavia molto infelice, tanto che Gladys Deacon teneva un revolver nella sua camera da letto per impedire l'ingresso del marito nella stanza.
Grazie all'immenso patrimonio della prima moglie, il duca fu in grado di salvare Blenheim e di riportarla all'antico splendore. Le stanze di rappresentanza vennero ridecorate con boiseries ad imitazione di quelle della Reggia di Versailles. Durante i lavori di sistemazione, le stanze vennero spostate al piano superiore, svuotando così le stanze di rappresentanza della loro funzione originaria. Sulla terrazza ovest l'architetto paesaggista Achille Duchêne venne impiegato per la realizzazione di un giardino d'acqua. Sulla terrazza inferiore a questa vennero poste due grandi fontane nello stile del Bernini, modelli in scala di quelle presenti a Piazza Navona, realizzati per il I duca di Marlborough.
Il nono duca di Marlborough morì a Blenheim il 30 giugno 1934; corsero voci che poco prima della sua morte egli avesse cercato di entrare in un ordine monastico in Italia, dopo la sua conversione al Cattolicesimo.
Nel complesso dunque, il ramo ducale ritornò nella seconda metà del XIX secolo al prestigio goduto nel secolo precedente. In particolare, per quanto riguarda l'impegno politico, nel corso di quasi un secolo a partire dal 1867 fino al 1955, non vi è stato un solo governo conservatore nel quale non fosse presente un membro della famiglia Churchill (con l'unica eccezione del Governo Bonar Law e del Governo Baldwin I):
- John Spencer-Churchill, VII duca di Marlborough fu Lord presidente del Consiglio (1867-1868) nel Governo Disraeli I e Lord luogotenente d'Irlanda (1876-1880) nel Governo Disraeli II;
- Lord Randolph Churchill (figlio del precedente) fu Segretario di Stato per l'India (1885-1886) nel Governo Salisbury I, Cancelliere dello Scacchiere (1886) e Leader della Camera dei Comuni (1886-1887) nel Governo Salisbury II;
- Charles Spencer-Churchill, IX duca di Marlborough (nipote del precedente) fu Ministro delle Poste (1899-1902) nel Governo Salisbury III e Sottosegretario di Stato per le Colonie (1903-1905) nel Governo Balfour;
- Winston Churchill (cugino del precedente e figlio di Randolph) fu Cancelliere dello Scacchiere (1924-1929) nel Governo Baldwin II, Primo ministro (1940-1945) a capo del Governo Churchill I e del Governo Churchill II dal maggio all'aprile del 1945 e di nuovo Primo ministro (1951-1955) a capo del Governo Churchill III;

### Epoca recente

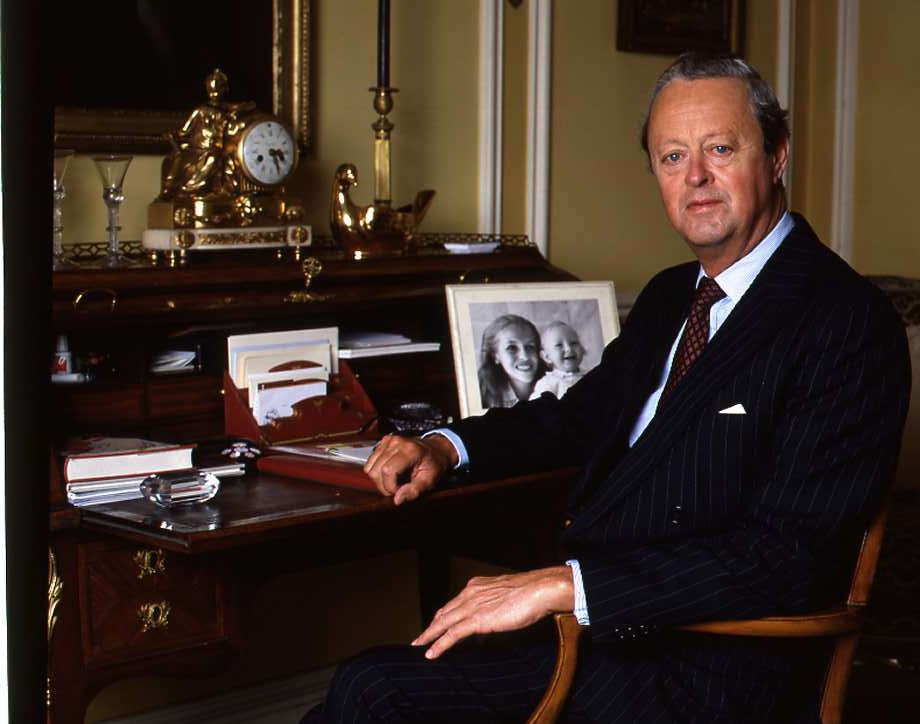
L'undicesimo duca di Marlborough John Spencer-Churchill nel suo studio a Blenheim Palace nel 1987

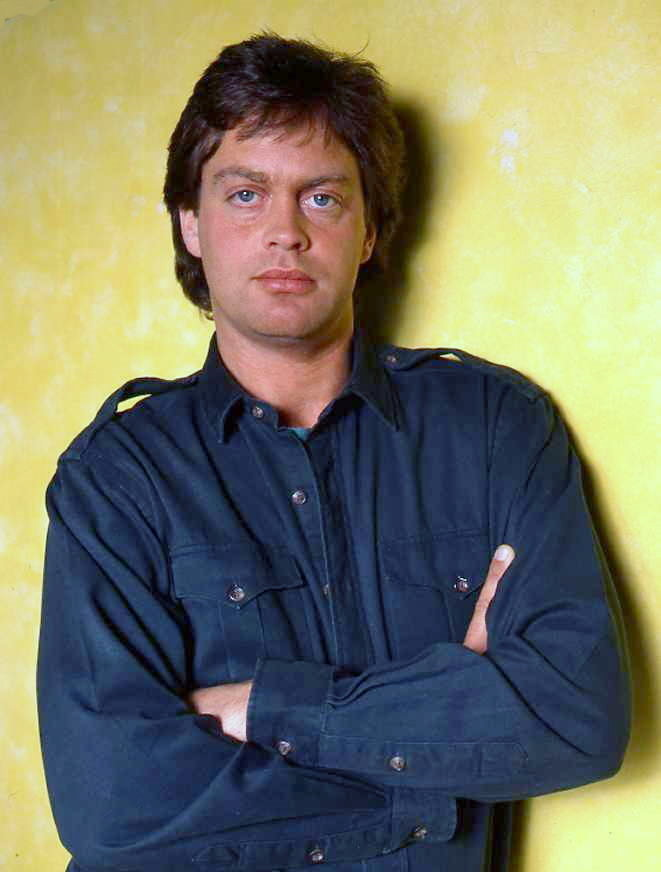
Il marchese di Blandford, ora dodicesimo duca di Marlborough, nel 1989

Dopo la morte del nono duca, l'eredità della famiglia fu raccolta dal figlio primogenito, John Spencer-Churchill, X duca di Marlborough. Prima di ereditare il ducato nel 1934 fu tenente colonnello delle Life Guards e sindaco di Woodstock dal 1937 al 1942.

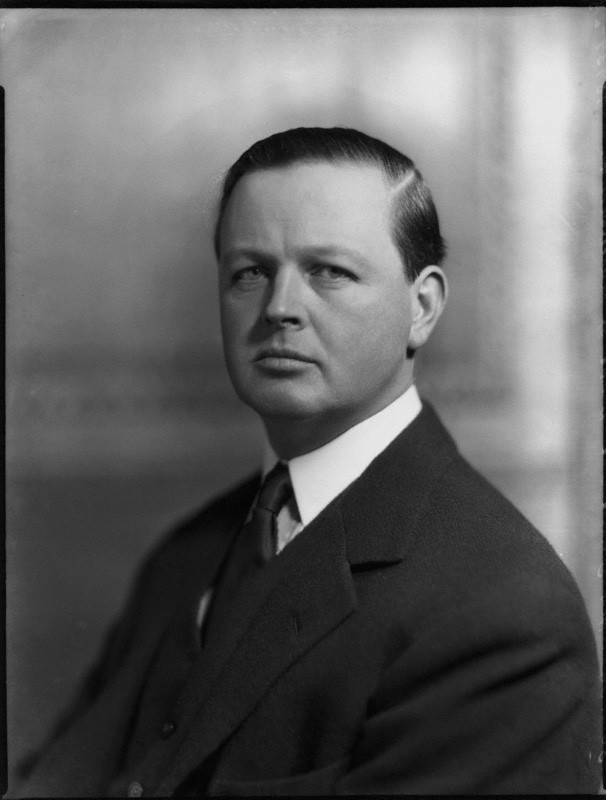
John, X duca di Marlborough

Si sposò due volte. La prima con Alexandra Mary Cadogan (22 febbraio 1900 – 23 maggio 1961), il 17 febbraio 1920 a Londra, una figlia di Henry Cadogan, visconte Chelsea, il figlio ed erede di George Cadogan, V conte Cadogan, proprietario di vasti fondi nel centro di Londra e discendente di William Cadogan, I conte Cadogan, che aveva servito con il primo duca di Marlborough in Germania e nelle Fiandre. Ebbero due figli maschi e tre femmine. Sei settimane prima della sua morte, il 26 gennaio 1972, il Duca sposò la sua seconda moglie, (Frances) Laura Canfield Charteris (Londra, 10 agosto 1915 – 1990), la vedova dell'erede editoria americana Michael Temple Canfield (la cui prima moglie era stata Caroline Lee Bouvier, la sorella di Jacqueline Kennedy Onassis).
Il decimo duca morì nel 1972 e fu sepolto accanto ai suoi avi nel vicino camposanto di Bladon. Dopo la fine della seconda guerra mondiale, e nonostante il prestigio mondiale acquisito dal cugino Winston Churchill, il potere della famiglia, come quello delle altre grandi casate, diminuì in conseguenza della sempre più accentuata democratizzazione della politica inglese. Tra le iniziative che lo contraddistinsero vi fu l'apertura del palazzo al pubblico nel 1950, per far fronte alle ingenti spese e alle pesanti tasse imposte dal governo laburista.
A succedergli fu il figlio primogenito, che assunse il titolo di undicesimo duca di Marlborough. Questi ha dedicato la vita a preservare la dimora di famiglia, facendone anche il set per numerosi film, come Hamlet di Kenneth Branagh nel 1996. Ha inoltre ricoperto la carica di giudice di pace e di Deputy Lieutenant dell'Oxfordshire.
Sposato tre volte, ha avuto in tutto sei figli. Con il primogenito, il marchese di Blandford, i rapporti sono stati per molto tempo tormentati a causa dei problemi di droga e alcolismo del rampollo, che tuttavia sono stati risolti negli anni. Prima della morte del duca i due si erano ormai riappacificati. Oggi Blenheim è gestita da un trust presieduto da altri due figli del duca, lady Henrietta e lord Edward Spencer-Churchill.
Il duca fu inoltre, fino al decesso avvenuto nel 2014 all'età di 88 anni, presidente della Fondazione Storica di Blenheim Palace ed è Balivo di Gran Croce del Venerabile ordine di San Giovanni.
Attualmente la famiglia è rappresentata da James Spencer-Churchill, XII duca di Marlborough (n. 1955) e dal figlio primogenito di questi, George, marchese di Blandford (n. 1992).

## Ramo comitale

Stemma del ramo comitale.

Nella linea comitale si distinsero invece varie personalità legate soprattutto al panorama politico Whig: il secondo conte George Spencer, Primo Lord dell'Ammiragliato nel governo di William Pitt il Giovane dal 1794 al 1801, sotto la cui guida l'ammiraglio Horatio Nelson vinse la battaglia di Abukir, che stabilì la supremazia navale britannica nel Mediterraneo. I suoi successori nel corso del XIX secolo furono tra i principali esponenti del Partito liberale britannico. In particolare John Spencer, III conte Spencer, fu Cancelliere dello Scacchiere nel governo whig di Charles Grey (1830-1834) nonché uno dei principali artefici del Reform Act 1832, che segnò una tappa importante nello sviluppo della democrazia parlamentare nel Regno Unito. Il quinto conte, John Spencer, fu a sua volta Primo Lord dell'Ammiragliato e per due mandati Lord luogotenente d'Irlanda nei governi di William Gladstone.

## Armoriale

Stemma di Hugh le Despenser (XIII secolo)
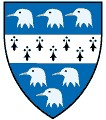
Spencer di Wormleighton (1504)
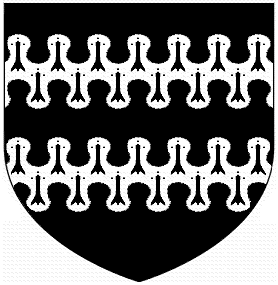
Spencer di Spencer Combe (1510)
Spencer successivo al 1595
Stemma di John Churchill, I duca di Marlborough
Stemma dei duchi di Marlborough (Spencer-Churchill)
Stemma di Winston Churchill
Stemma di Diana Spencer (1961-1981)
Stemma di Diana, principessa del Galles (1981-1996)
Stemma Fitzjames-Stuart, duchi d'Alba (discendenti di Arabella Churchill)